# Papa Pio IX
Papa Pio IX (in latino: Pius PP. IX, nato Giovanni Maria Battista Pietro Pellegrino Isidoro Mastai-Ferretti; Senigallia, 13 maggio 1792 – Roma, 7 febbraio 1878) è stato il 255º vescovo di Roma e papa della Chiesa cattolica dal 1846 al 1878 e 164º e ultimo sovrano dello Stato Pontificio dal 1846 al 1870.
Il suo pontificato, di 31 anni, 7 mesi e 23 giorni, rimane il più lungo della storia della Chiesa cattolica dopo quello tradizionalmente attribuito a san Pietro. Fu terziario francescano ed è stato beatificato nel 2000 da papa Giovanni Paolo II.

## Biografia

### Giovinezza

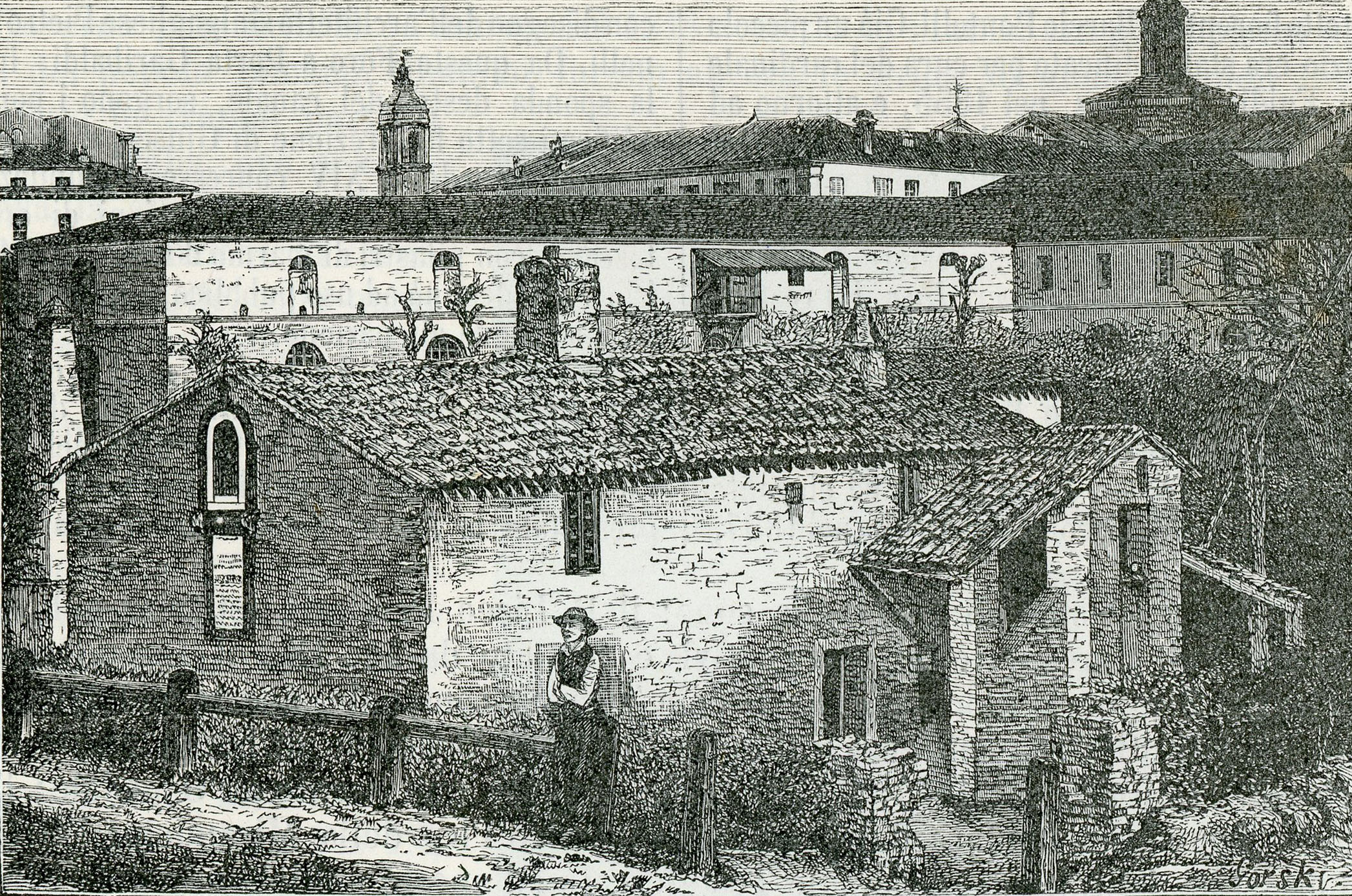
La casa natale di Pio IX a Senigallia

Nato il 13 maggio 1792 a Senigallia con il nome di Giovanni Maria Battista Pietro Pellegrino Isidoro Mastai-Ferretti, fu il nono figlio di Girolamo Benedetto Gaspare (membro della famiglia dei conti Mastai-Ferretti, 1750–1833) e Caterina Antonia Maddalena Solazzi. Venne battezzato lo stesso giorno di nascita nel Duomo della città dallo zio canonico Angelo Mastai Ferretti.
Ricevette la cresima il 9 giugno 1799 dal cardinale Bernardino Honorati, vescovo di Senigallia, e la prima comunione il 2 febbraio 1803.
Compì gli studi classici nel celebre collegio dei Nobili di Volterra, diretto dai padri scolopi, dal 1803 al 1808; gli studi furono comunque sospesi per improvvisi e ripetuti attacchi epilettici, causati da un pregresso trauma cranico riportato in un gravissimo incidente in cui incorse cadendo in un torrente nell'ottobre 1797.
In quegli anni, fu spesso ospite a Mondolfo dalla sorella, andata in sposa a un rampollo della nobile famiglia Giraldi della Rovere, dilettandosi con buoni risultati nel gioco del pallone col bracciale assieme ad altri ragazzi del luogo. Nel 1812, la malattia gli fece ottenere l'esonero dalla chiamata di leva nelle Guardie d'onore del Regno d'Italia. Dal 1814 fu ospite a Roma dello zio Paolino Mastai Ferretti, canonico di San Pietro, e qui proseguì gli studi di filosofia e di teologia nel Collegio Romano. Nel 1815 entrò a far parte della Guardia Nobile Pontificia ma, a causa del suo male, ne fu presto dimesso. Profondamente amareggiato, in quell'occasione conobbe un giovane Vincenzo Pallotti che lo consolò e gli vaticinò il pontificato. Lo stesso anno si recò in pellegrinaggio a Loreto dove incontrò papa Pio VII il quale voleva ringraziare la Madonna per la propria liberazione da Napoleone. Quando il giovane Mastai Ferretti gli confidò la malattia che da anni lo assediava, il pontefice gli disse: "Crediamo che questo crudele male non vi tormenterà mai più"; in effetti, dopo tale visita col Papa, non ebbe più attacchi epilettici e attribuì la guarigione alla grazia ricevuta dalla Vergine di Loreto.

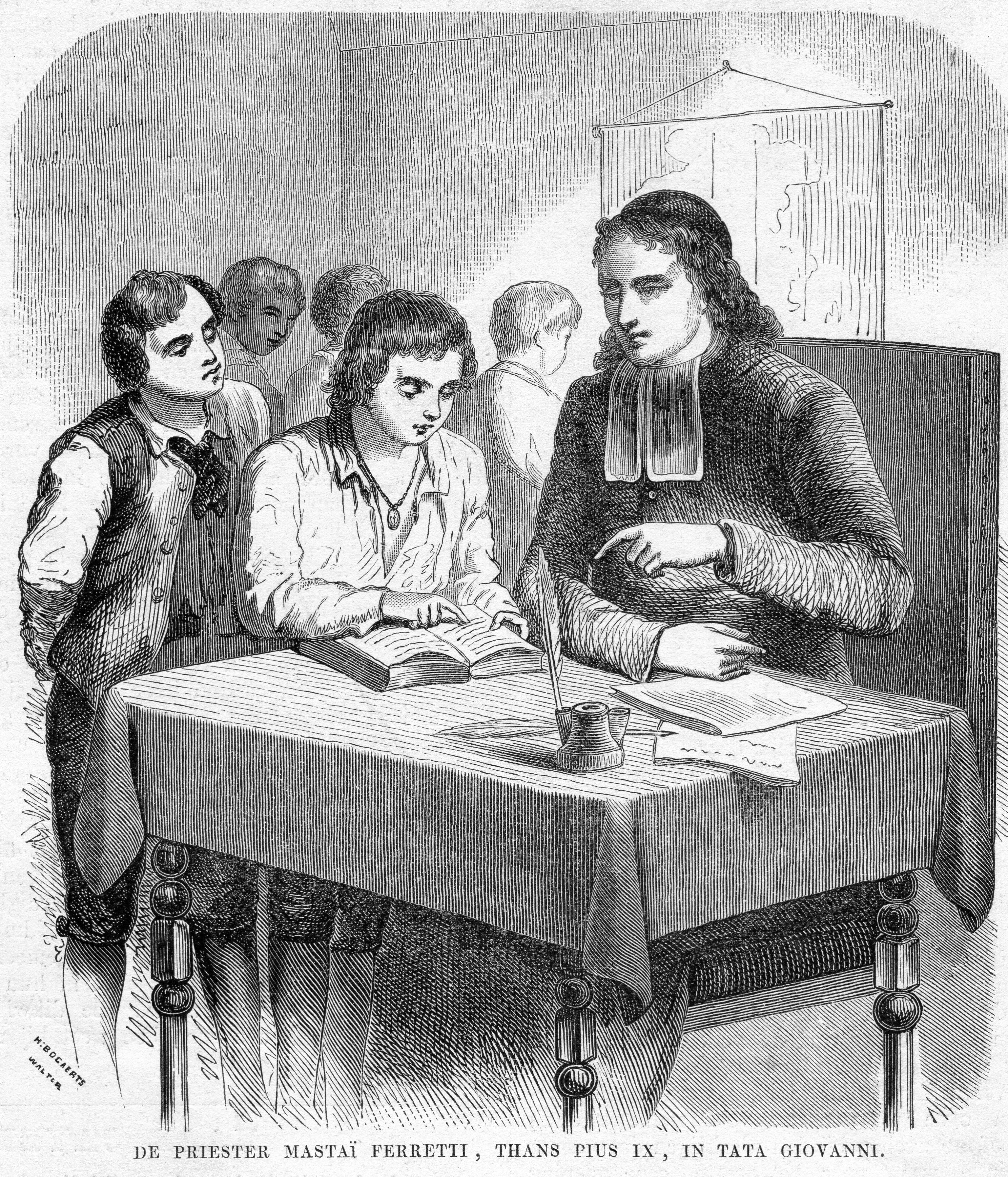
Il giovane prete Mastai Ferretti insegna agli orfani del "Tata Giovanni"

Dopo la caduta di Napoleone Bonaparte, tornò a Roma al seguito di Pio VII e frequentò l'Università romana. In questo periodo fu seminarista e si prodigò presso il "Tata Giovanni", un ospizio per i ragazzi abbandonati che ricevevano un'educazione, un'istruzione e imparavano un mestiere. Fu tra questi futuri falegnami, sarti, calzolai che cominciò il suo apostolato per i poveri che lo segnerà sempre nella sua vita.
Essendo guarito dalla malattia, poté continuare i suoi studi. Il 5 gennaio 1817 prese gli ordini minori, il 20 dicembre 1818 venne ordinato suddiacono e il 6 marzo 1819 diacono.
Il 10 aprile 1819 fu ordinato sacerdote dal cardinale Fabrizio Sceberras Testaferrata, vescovo di Senigallia. Celebrò la prima messa il giorno dopo, giorno della Pasqua, nella chiesa del "Tata Giovanni", sant'Anna dei Falegnami, tra i suoi poveri. Si dedicò all'apostolato nella sua città natale e contemporaneamente fu direttore del "Tata Giovanni", a Roma.

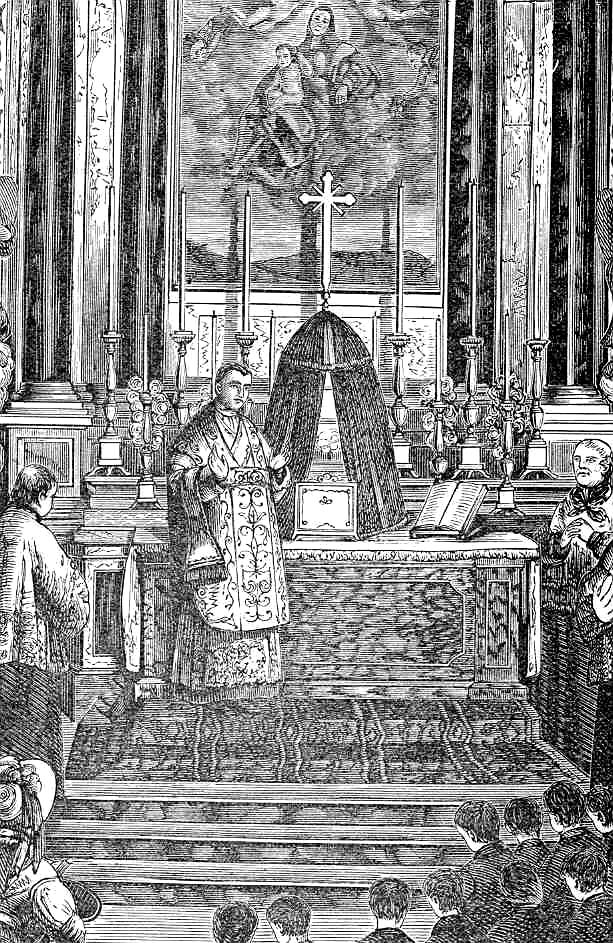
Prima messa di Mastai Ferretti nel 1819

Dichiarò di non volere cariche ecclesiastiche e professò nel terzo ordine francescano, nella chiesa romana di San Bonaventura al Palatino dove si ritirava a pregare. All'interno una lapide in marmo ricorda la professione del futuro Pontefice.
Dal luglio 1823 al giugno 1825, fece parte, per volere di papa Pio VII, di una missione diplomatica in Cile, guidata dal delegato apostolico Giovanni Muzi. Si può dire quindi che il futuro Pio IX fu il primo papa ad aver messo piede nelle Americhe. La missione giunse a Santiago del Cile il 5 marzo 1824. Qui però la delegazione si trovò di fronte a un duro governo anticlericale che la osteggiò con ogni mezzo. Durante il soggiorno in Cile Mastai Ferretti si prodigò per gli ammalati e per amministrare i sacramenti. Diede conforto e aiuto a un ufficiale inglese protestante, gravemente malato. Il 19 ottobre la missione lasciò il Cile. Il mese successivo giunse a Montevideo, capitale dell'Uruguay. Qui rimase per due mesi e mezzo. Successivamente partì per l'Italia, dove giunse nel giugno 1825.
Mastai Ferretti si fermò per alcuni mesi nella nativa Senigallia. Poi papa Leone XII gli conferì l'incarico di dirigere l'ospizio di San Michele a Ripa, dove si accudivano anziani, ex-meretrici e giovani abbandonati.

### Arcivescovo di Spoleto
Nonostante il suo proposito di non volere cariche, fu comunque nominato dal papa nel 1827, a soli 35 anni di età, arcivescovo di Spoleto. Fu consacrato il 3 giugno dal cardinale Castiglioni, futuro papa Pio VIII, nella chiesa romana di San Pietro in Vincoli. A Spoleto applicò l'esperienza del "Tata Giovanni" fondando anche in questa città un istituto analogo. Mostrò rigore per la disciplina religiosa e molta carità per i poveri, arrivando a impegnare i propri mobili per aiutare i più bisognosi.
Durante l'insurrezione del 1831 fu nominato delegato straordinario di Spoleto e Rieti e con un'abile mediazione salvò la città da un inutile spargimento di sangue. Convinse i generali pontifici a non aprire il fuoco e ai rivoltosi concesse, alla deposizione delle armi, soldi e passaporti. Tale atteggiamento di moderazione contribuì, al momento della sua elezione a papa, a far pensare ai patrioti italiani che fosse uomo di idee liberali e aperto alla causa nazionale.
In tale periodo salvò la vita al ventitreenne Carlo Luigi Napoleone Bonaparte, il futuro Napoleone III, che stava per essere fatto prigioniero dagli austriaci proprio a Spoleto.
Il 13 gennaio 1832 la città di Spoleto subì un grave terremoto. Essendo vescovo diresse subito gli aiuti, organizzando un piano specifico e andando di persona sui luoghi del disastro.
Da allora si impegnò per la ricostruzione nel più breve tempo possibile, prima del sopraggiungere dell'inverno, ottenendo fondi da papa Gregorio XVI.

### Vescovo di Imola e cardinale
In considerazione dei successi in Umbria nel 1832, papa Gregorio XVI lo inviò nella sanguigna e rivoltosa Romagna, nominandolo vescovo di Imola. Il futuro pontefice si dedicò a questo nuovo magistero con particolare impegno, tanto che la sua opera fu premiata alcuni anni più tardi, quando all'età di soli quarantotto anni fu creato cardinale - sempre da Gregorio XVI - nel concistoro del 14 dicembre 1840.

### Il conclave del 1846

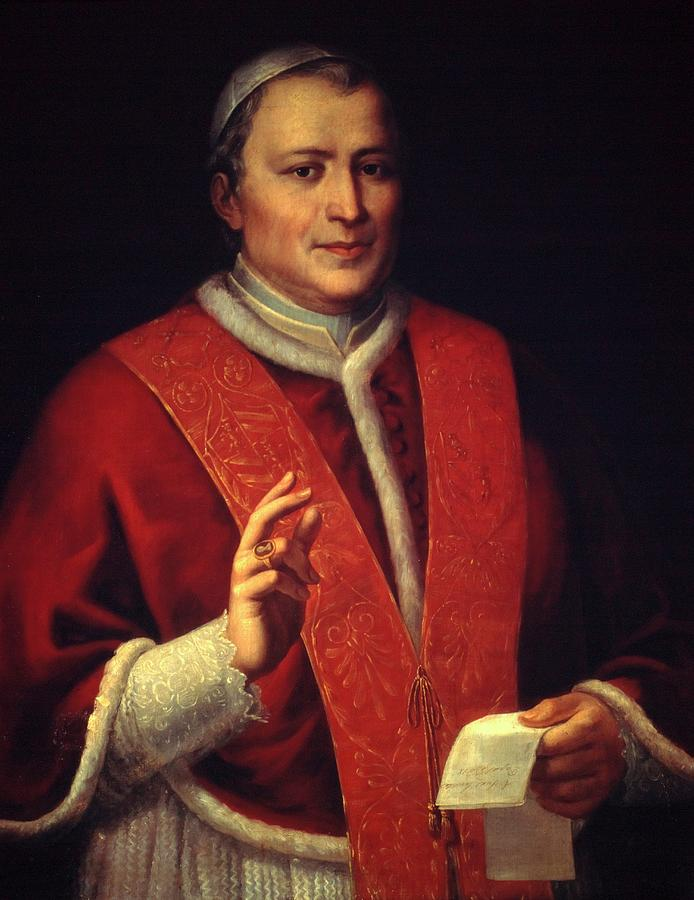
Quadro di Mastai Ferretti appena eletto al soglio di Pietro con il nome di Pio IX

Il conclave del 1846, che seguì la morte di papa Gregorio XVI, fu l’ultimo in cui i cardinali italiani ebbero un peso preponderante sul Collegio cardinalizio: il conclave, infatti, ebbe inizio prima che i cardinali stranieri potessero raggiungere Roma, questo per evitare che parte della popolazione potesse diventare violenta. I partecipanti, solo 50 cardinali dei 62 aventi diritto, si divisero in due gruppi che sostenevano uno il cardinale Luigi Lambruschini, già segretario di Stato durante il pontificato di Gregorio XVI, di idee conservatrici, e l'altro il cinquantenne cardinale Mastai Ferretti.
Al primo scrutinio Lambruschini ottenne 15 voti e Mastai 13, al secondo questi ottenne 17 voti. Dopo neanche quarantotto ore dall'apertura del conclave, la sera del 16 giugno, al quarto scrutinio, Mastai Ferretti ricevette 36 voti ottenendo così la maggioranza necessaria per essere eletto papa. Mastai, con la più assoluta calma, accettò l'elezione e, in onore del predecessore Pio VIII, prese il nome di Pio IX.
L'elezione di Mastai fu una sorpresa sia per i cittadini romani sia per l'Europa intera. I cittadini esultavano perché ricordavano gli anni passati da Mastai in provincia e gli esponenti degli stati nazionali furono contenti poiché Mastai era considerato un moderato e non favoriva una particolare nazione. Addirittura l'ambasciatore francese a Roma ebbe da esultare «Il papa è fatto e liberale, [...]!», mentre il cancelliere austriaco Klemens von Metternich affermò che la notizia dell'elezione di Mastai gli procurò «una soddisfazione viva e legittima».

## Il Pontificato

### I primi anni
"Inquartato: nel primo e nel quarto di Mastai: d'azzurro, al leone poggiante con la branca posteriore sinistra su una palla, il tutto d'oro; nel secondo e nel terzo di Ferretti: d'argento a due bande di rosso."
Il 16 luglio 1846, Pio IX prese il suo primo provvedimento concedendo l'amnistia per i reati politici. Era costume dell'epoca per il pontefice neoeletto concedere indulgenze per chi avesse commesso reati. Tutti i cardinali tranne Luigi Lambruschini si dichiararono favorevoli al provvedimento, mentre il cancelliere Klemens von Metternich consigliò al pontefice di specificare bene alla popolazione la differenza che incorreva tra amnistia e perdono. Gli amnistiati, da cui furono esclusi i dipendenti statali, gli ufficiali e gli ecclesiastici, furono in totale 894, di cui solo 564 firmarono la promessa di fedeltà. Insieme all'amnistia furono concessi anche premi a quelle persone che si distinsero nella repressione dei moti di Rimini del 20 dicembre 1843 scatenati da liberali sammarinesi. Questa azione di Pio IX gli conferì un'immediata popolarità. Dato anche il fatto che la popolazione riconosceva come liberali i prelati anche solo aperti a queste tematiche, Pio IX ottenne la fama di «papa liberale».

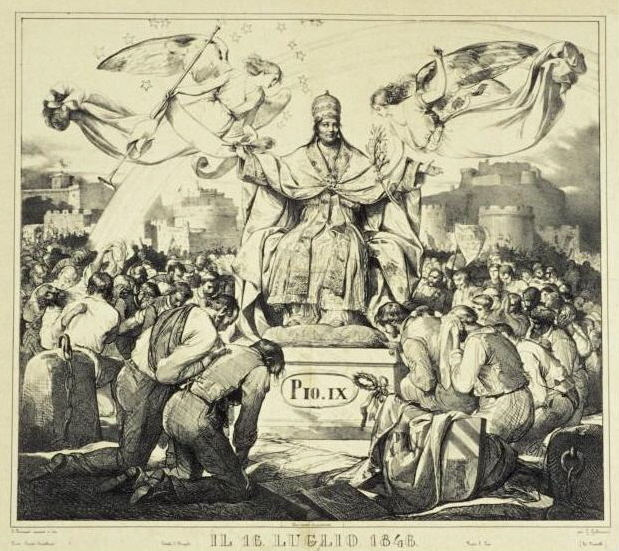
Litografia inneggiante all'amnistia politica concessa il 16 luglio 1846

Nei primi anni di pontificato governò lo Stato Pontificio con una progressiva apertura alle richieste liberali della popolazione. Fu l'epoca delle grandi riforme dello Stato Pontificio: la Consulta di Stato (istituita il 19 aprile 1847), la libertà agli ebrei, la libertà di circolazione dei giornali (15 marzo 1847), l'istituzione di nuove casse di risparmio (Cassa di Risparmio di Civitavecchia), unita a una moderazione della censura preventiva, l'inizio delle ferrovie e la costituzione del Municipio di Roma. Promosse inoltre la costituzione di una Lega doganale tra gli Stati italiani preunitari, che rappresentò il più importante tentativo politico-diplomatico dell'epoca volto a realizzare l'unità d'Italia per vie federali. L'istituzione della Guardia civica, il 5 luglio, provocò le dimissioni del Segretario di Stato, Tommaso Pasquale Gizzi, che si era dimostrato contrario al provvedimento.

Il primo presidente del Consiglio fu il cardinal Gabriele Ferretti. Il 5 luglio ricostituì la Guardia Civica, che era stata sciolta durante la parentesi napoleonica.

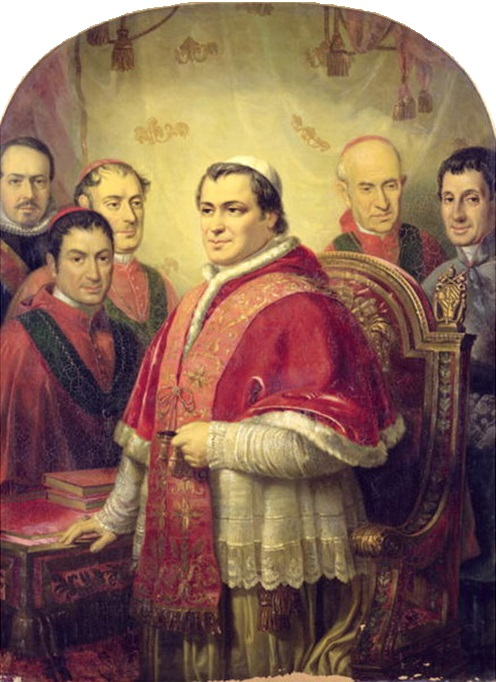
José Galofré y Coma, Ritratto di Pio IX con i suoi principali ministri (1847)

Il 2 gennaio 1848, nacque il nuovo governo, affidato al cardinale Giuseppe Bofondi, che proveniva da ambienti con simpatie liberali e che aprì, per la prima volta, il governo a rappresentanti laici (a Giuseppe Pasolini Dall'Onda fu affidata la delega "per il Commercio, l’agricoltura, l’industria e le belle arti").

### I moti del 1848

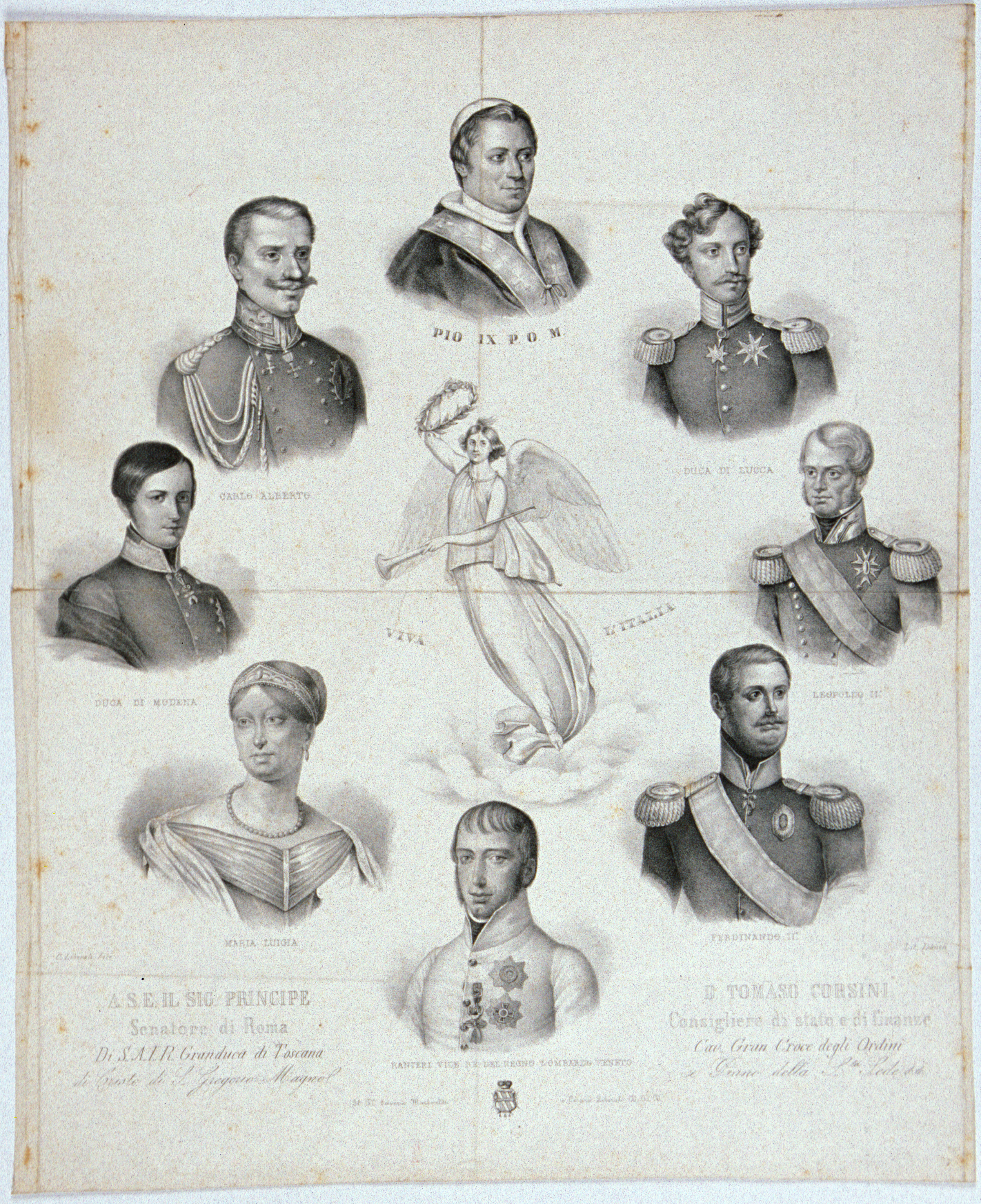
Allegoria dell'Italia con i ritratti di Pio IX, il Duca di Lucca, Leopoldo II, Ferdinando II, Ranieri Vicere del Regno Lombardo Veneto, Maria Luigia, il Duca di Modena Francesco V e Carlo Alberto, Raccolte del Museo del Risorgimento di Modena

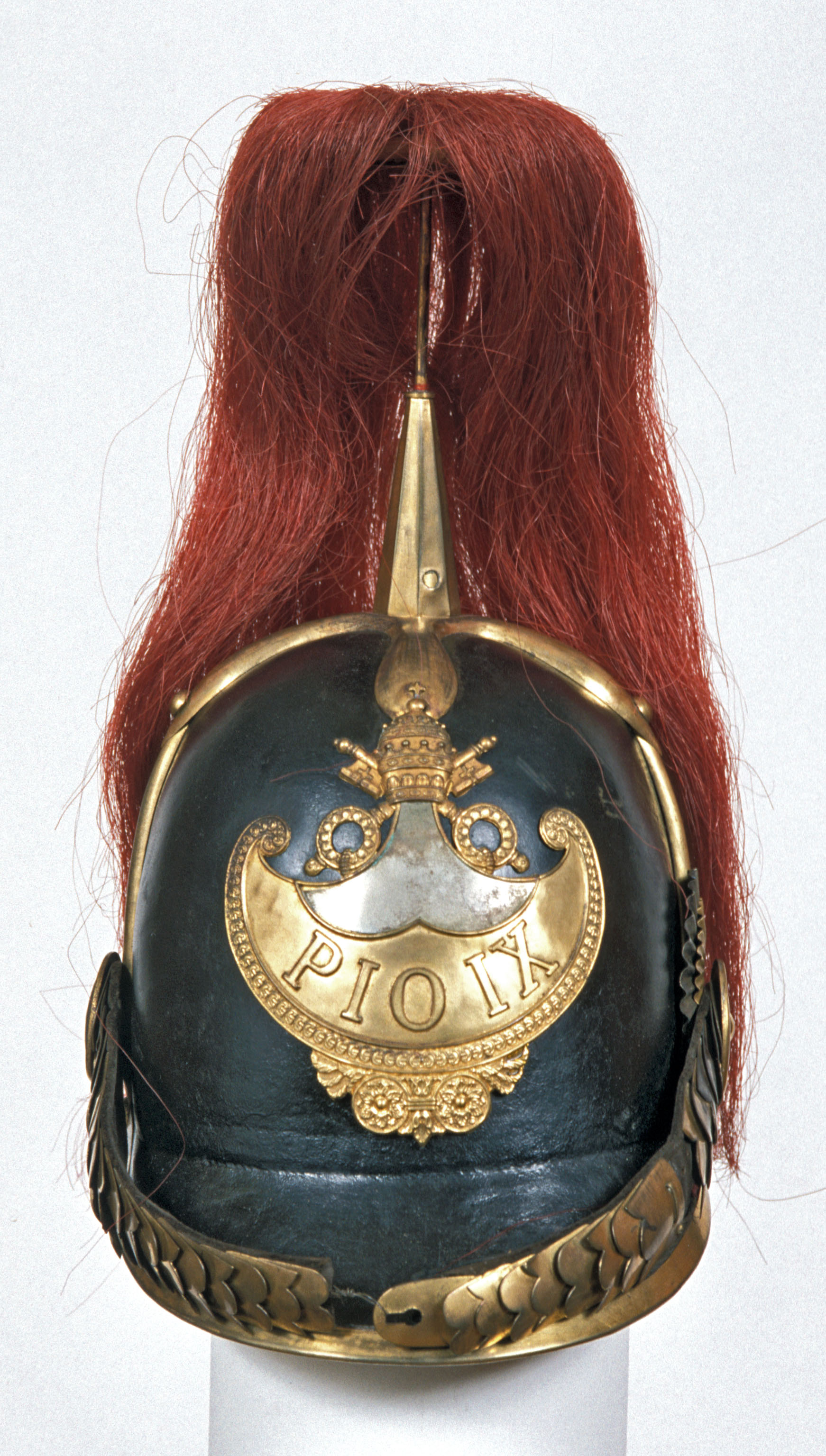
Elmo della Guardia Civica Romana, Raccolte del Museo del Risorgimento di Modena

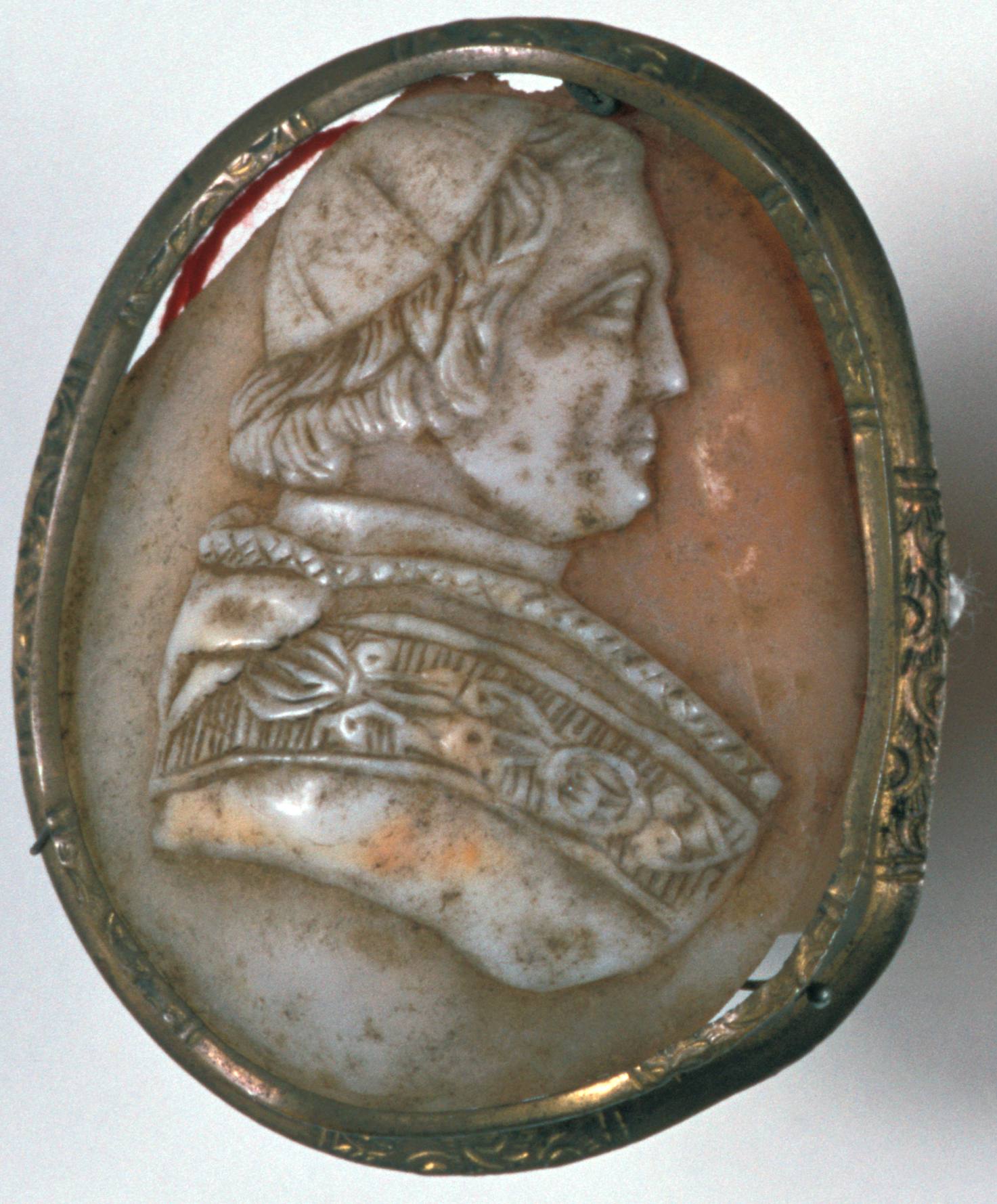
Spilla cammeo con il profilo di Pio IX, Raccolte del Museo del Risorgimento di Modena

Il 14 marzo 1848, a seguito dei moti rivoluzionari che avevano investito fin dall'inizio dell'anno tutta l'Europa, papa Pio IX concesse la costituzione (Statuto Fondamentale pel Governo Temporale degli Stati della Chiesa), seguendo l'esempio del sovrano delle Due Sicilie. Lo Statuto istituiva due Camere legislative e apriva le istituzioni (sia legislative sia esecutive) ai laici.
Alla fine dello stesso mese, in occasione delle Cinque giornate di Milano giunsero al pontefice forti pressioni per seguire l'esempio del Granduca di Toscana e del Re di Napoli, che avevano inviato proprie truppe al fronte. Pio IX permise soltanto la costituzione di un esercito di volontari, con la sola missione di proteggere i confini dello Stato con il Regno Lombardo-Veneto (Impero austriaco). Furono formati due corpi: uno, di soldati regolari, comandato dal generale Giovanni Durando (1804-1869) fratello del generale Giacomo Durando, l'altro di volontari, comandato dal generale Andrea Ferrari. Lo Stato Pontificio si trovò di fatto impegnato in una guerra contro l'Austria, potenza cattolica, per l'indipendenza italiana. Il 17 aprile fu convocata una commissione di cardinali per discutere della situazione. La commissione persuase il Papa a ritirare il proprio appoggio alla coalizione.
Il 29 aprile 1848, Pio IX, con l'allocuzione Non semel al concistoro dei cardinali mise in evidenza la particolare posizione del Papa che, come capo della Chiesa universale e allo stesso tempo capo di uno Stato italiano, non poteva mettersi in guerra contro un regno cattolico: "Fedeli agli obblighi del nostro supremo apostolato, Noi abbracciamo tutti i Paesi, tutte le genti e Nazioni in un istintivo sentimento di paterno affetto".

### Lo scoppio della rivoluzione

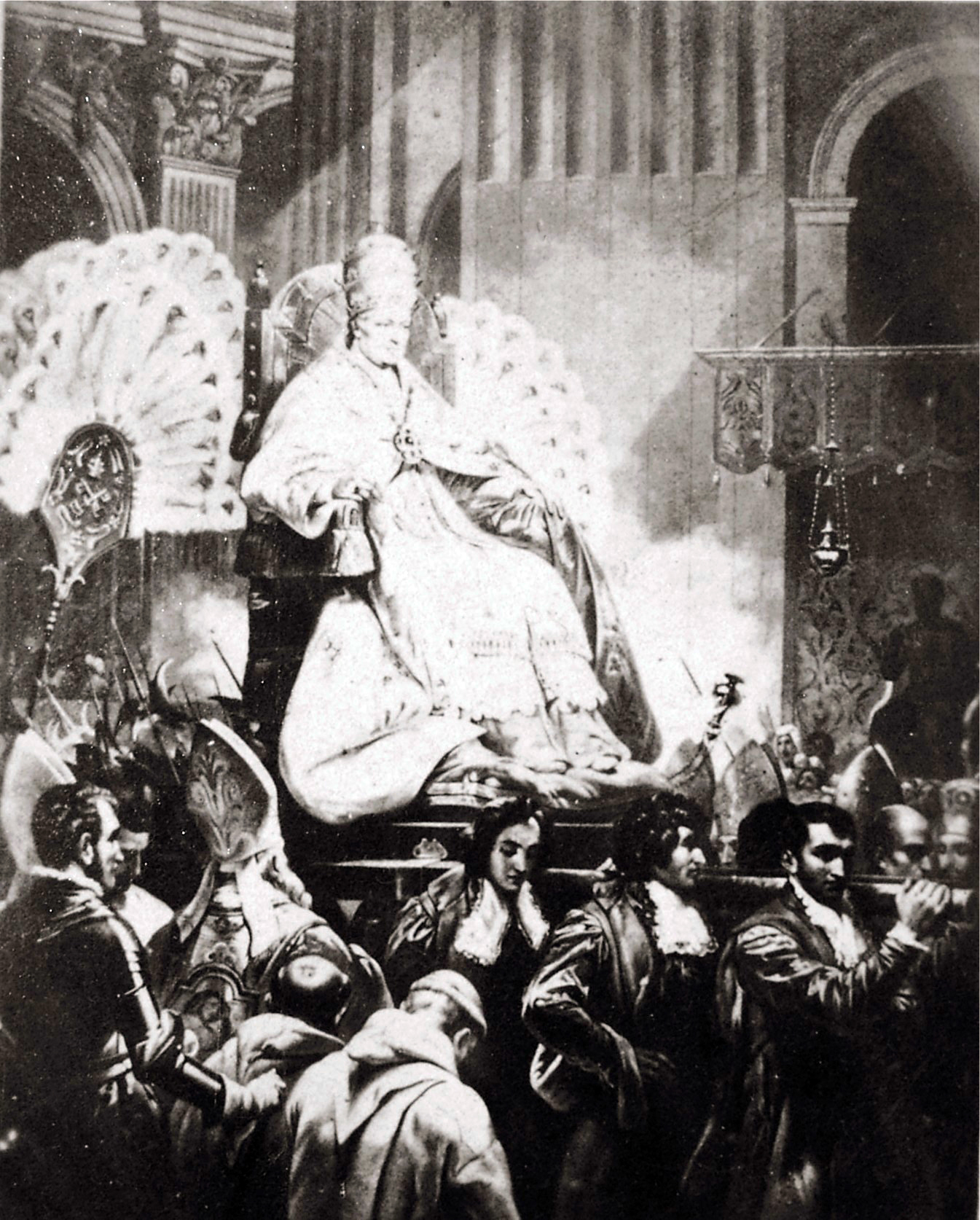
Papa Pio IX in sedia gestatoria

Dopo le dimissioni del presidente del Consiglio Odoardo Fabbri (15 settembre), il pontefice nominò, avendo considerato le sue qualità, suo successore Pellegrino Rossi, già ministro dell'interno e convinto federalista.
Quest'atto può essere visto come un tentativo da parte del pontefice di cercare un compromesso con le forze rivoluzionarie interne allo Stato Pontificio, oltre ad un tentativo di portare avanti il progetto federativo iniziato con la Lega Doganale. Il programma di Rossi cercava di conciliare le istanze rivoluzionarie da un lato e le esigenze pontificie dall'altro, ma il progetto federalista era inviso a chi voleva unire l'Italia in uno stato centralizzato sul modello francese. Inoltre, il fatto che Rossi mirasse a una confederazione di Stati, significava affermare la piena autonomia dello Stato della Chiesa e rimanere neutrali nel caso di un'eventuale ripresa della guerra tra Carlo Alberto e Leopoldo II contro l'esercito del maresciallo Josef Radetzky.
Nel nuovo governo, entrato in carica il 16 settembre, le cariche furono così ripartite:
- Pellegrino Rossi, ministro di Polizia (la carica di presidente del Consiglio era formalmente riservata al cardinale Segretario di Stato) e ministro delle Finanze ad interim;
- il cardinale Giovanni Soglia Ceroni, Segretario di Stato e Presidente del Consiglio, che assunse anche il portafoglio degli Affari Esteri;
- l'avvocato Felice Cicognani, ministro di Grazia e Giustizia;
- il cardinale Carlo Vizzardelli, ministro dell'Educazione;
- Antonio Montanari, ministro per il Commercio;
- il duca Mario Massimo, ministro per i Lavori Pubblici e ad interim il ministero delle Armi;
- il conte Pietro Guerrini, ministro senza portafoglio;
- il cavaliere Pietro Righetti, vice ministro delle Finanze[22].

Nel giro di pochi mesi, Rossi avviò la riorganizzazione delle Finanze e dell'esercito. Il ministero delle Armi fu assegnato al generale Zucchi[2], che avviò la riorganizzazione delle forze armate pontificie. Rossi, dal canto suo, fu impegnato negli affari interni dello Stato. Il governo progettò nuove strade ferrate e decise di collegare via telegrafo le città di Civitavecchia, Roma, Ancona, Ferrara e Bologna.
La mattina del 15 novembre 1848, giorno di riapertura del Parlamento, Rossi fu accoltellato sulle scale del Palazzo della Cancelleria; il suo assassinio fu l'inizio della serie di eventi che portarono alla proclamazione della Repubblica Romana. Successive indagini hanno messo in evidenza che la morte di Rossi sarebbe stata decisa dalla Carboneria romana, probabilmente spaventata da un possibile successo della politica di Rossi, ed eseguita da Luigi Brunetti, uno dei figli di Angelo Brunetti detto Ciceruacchio.

### Abbandono di Roma (1848-49)

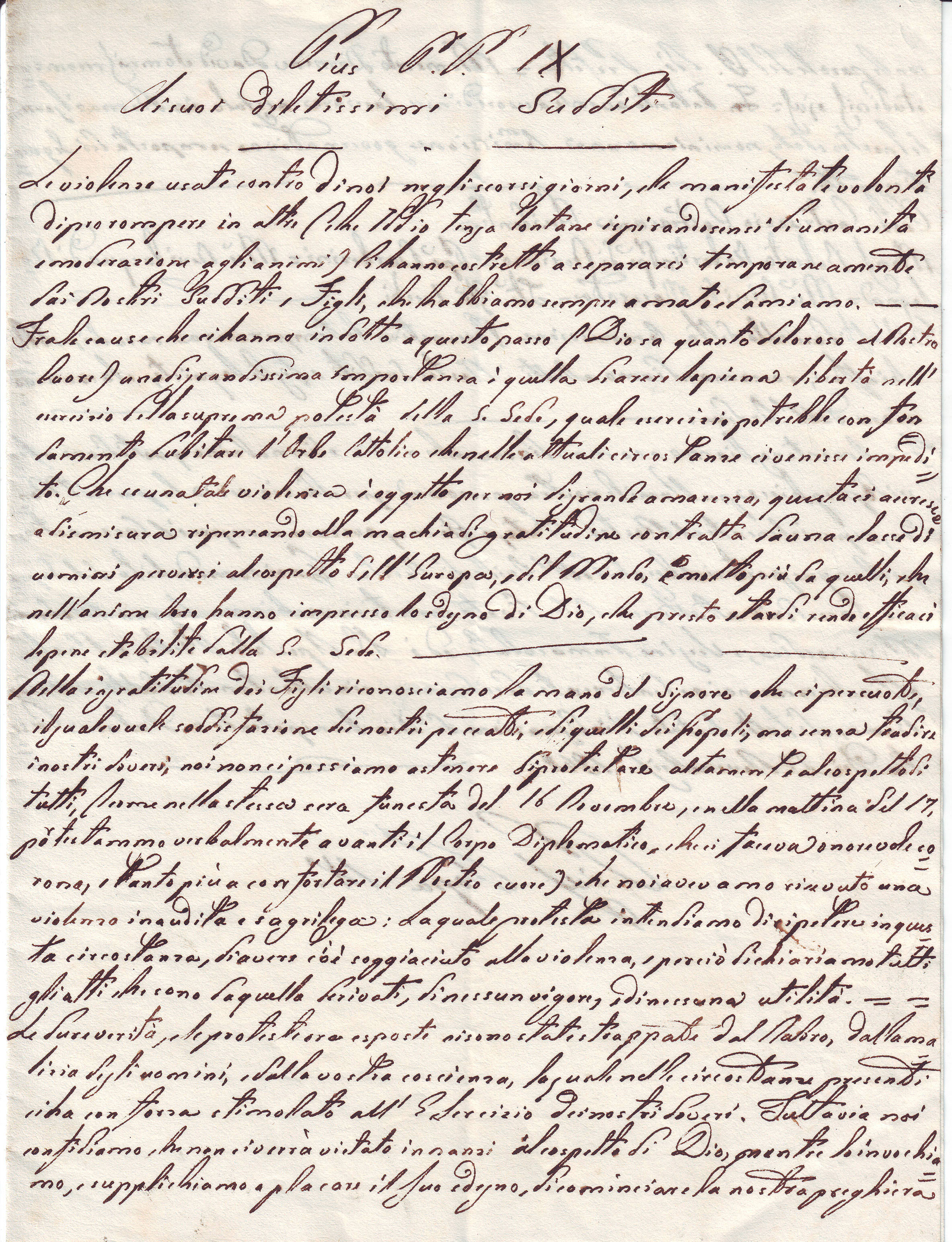
Pio IX si rivolge ai sudditi da Gaeta. Documento autografo datato 27 novembre 1848.

A seguito dell'assassinio del Rossi i rivoluzionari, guidati da Ciceruacchio, pretesero di dettare condizioni per la formazione del nuovo governo. Pio IX, non volendo scendere a patti con essi, ma avendo capito che un'azione repressiva avrebbe potuto innescare una guerra civile, decise di lasciare Roma.
Il 24 novembre 1848 il pontefice partì nottetempo, vestito da semplice sacerdote, con destinazione Gaeta, nel territorio del Regno delle Due Sicilie. Invitato da Luigi Napoleone, a quel tempo presidente della neo-costituita Seconda Repubblica francese, a trasferirsi nella sua nazione, preferì rimanere in territorio italiano. Rese note le sue ragioni con una Lettera aperta ai sudditi e a tutti gli uomini di buona volontà, in cui affermò:
Durante la permanenza nel Regno delle Due Sicilie, il Papa sperimentò per la prima volta un viaggio in treno sulla linea Napoli-Nocera (8 settembre 1849) e visitò le officine ferroviarie di Pietrarsa il 23 settembre 1849.
L'8 ottobre 1849 il papa Pio IX e i regnanti Borbone visitarono la città di Pagani, il papa celebrò la messa in quel giorno e donò un anello d'oro alla reliquia del Santo, per tale occasione nella piazza della basilica di Sant'Alfonso Maria de Liguori venne fatta erigere una colonna commemorativa. Nel 1849 papa Pio IX istituì, inoltre, la festa del Preziosissimo Sangue di Nostro Signore Gesù Cristo, fissandone la data al 1º luglio.
La Repubblica Romana, diretta dal triumvirato composto da Giuseppe Mazzini, Aurelio Saffi e Carlo Armellini, pur nella sua breve vita riuscì a emanare una costituzione, che riservava comunque ampie garanzie al Pontefice. Pio IX si appellò alle potenze straniere affinché gli fosse restituito il potere temporale. Rispose la Francia repubblicana del Bonaparte: fu inviato un corpo di spedizione di 7.000 soldati al comando del generale Oudinot. Il 30 aprile 1849 i francesi furono sconfitti da Garibaldi nella battaglia di Porta Cavalleggeri; tuttavia i francesi, grazie a nuovi copiosi rinforzi, riuscirono a vincere la tenace resistenza romana e a far breccia nelle mura del Gianicolo, conquistando Roma il 30 giugno 1849 (in cui fecero ingresso il 3 luglio). Il papa programmò un lento rientro a Roma. Soggiornò a Portici dal 7 settembre fino al 4 aprile 1850. Poi si mise in viaggio, toccando varie località dello Stato per otto giorni. Fece il suo ingresso nell'Urbe il 12 aprile 1850. Acclamato dalla folla, si diresse in Vaticano, scelto come sua nuova residenza al posto del Quirinale.

### Il ritorno a Roma

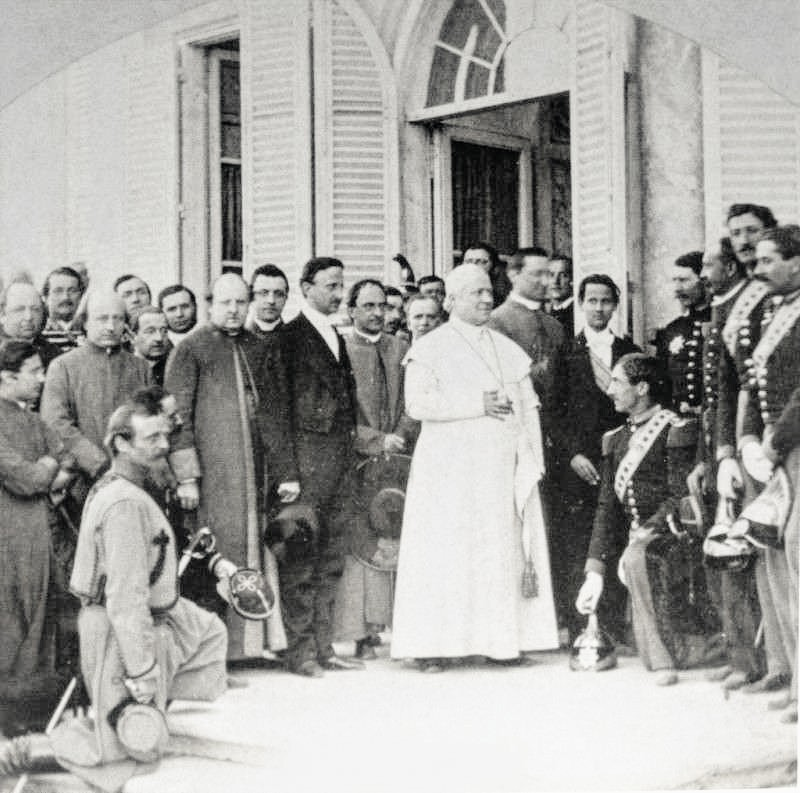
Pio IX con il re delle Due Sicilie Francesco II (a sinistra con il frac scuro) nel 1862 ad Anzio

Pio IX, dopo un esilio di diciassette mesi, al rientro a Roma fece seguire una profonda opera di restaurazione, annullando parecchi atti della Repubblica Romana: abolì la Costituzione, ripristinò la pena di morte che era stata soppressa, fece abbattere la statua eretta in memoria di Giordano Bruno, ripristinò l'isolamento degli ebrei nel Ghetto con relativi balzelli e divieti.
Quando Pio IX rientrò a Roma, nel 1850, la situazione dello Stato era peggiorata: il bilancio presentava un deficit di ben due milioni di scudi. Le finanze erano vicine al dissesto. L'amministrazione pontificia, ripreso il controllo dell'economia, cominciò un'opera di risanamento che portò in otto anni al pareggio di bilancio. Il carico fiscale dei cittadini era molto al di sotto della media europea, il che si tradusse in un afflusso di residenti stranieri a Roma, molti dei quali non cattolici, che creò problemi in quanto il loro culto pubblico non era permesso. Il papato reagì con nuove tasse sui consumi per articoli di lusso e sulla birra, e un'esenzione dalle tasse immobiliari di case a basso costo per residenti a lungo termine. Un problema dopo il 1850 fu la moneta senza valore introdotta dal governo rivoluzionario repubblicano nel 1848 che fu accettata e scambiata a un valore inferiore dal tesoro papale. Molte critiche alle politiche economiche di Pio IX includevano l'argomento secondo cui il Papa manteneva a Roma vaste aree per l'agricoltura e la silvicoltura a spese del potenziale sviluppo industriale.
Pio IX continuò poi la politica riformista già attuata nei primi due anni di pontificato: il 14 agosto 1850 con una legge unica nell'Europa dell'epoca stabilì disposizioni per tutto lo Stato Pontificio per la tutela e formazione dei sordomuti, mentre il 12 settembre 1850 con un motu proprio riordinò il Consiglio di Stato (che nello Statuto compariva come organo meramente tecnico), istituì una nuova Consulta delle Finanze ed elargì una nuova e più ampia amnistia.
Il decennio successivo al 1850 vide una crescita economica costante nello Stato Pontificio, come nel resto degli Stati italiani. Il settore primario era fondato sulla coltivazione della canapa e l'allevamento dei bachi da seta. Questi prodotti venivano esportati in notevole quantità. Tutto il commercio, interno ed estero, beneficiò della fase di crescita dell'economia. Successivamente Pio IX stanziò degli investimenti per favorire lo sviluppo dello Stato. Fra le principali opere pubbliche cominciate o portate a compimento nello Stato della Chiesa a metà dell'Ottocento vi furono:
- prosciugamento delle paludi di Ferrara e di Ostia;
- ampliamento dei porti di Ravenna, Cesenatico, Senigallia e Ancona; nuovi fari negli scali di Ancona, Civitavecchia, Anzio e Terracina;
- ammodernamento delle strade con la costruzione di venti importanti viadotti, tra cui spiccò quello fra Albano e Ariccia; completamento della rete telegrafica, con il raggiungimento di tutti i principali centri dello Stato;
- consacrazione il 9 dicembre 1854 della basilica di San Paolo fuori le mura, ricostruita dopo l'incendio del 15 luglio 1823;
- realizzazione di una rete ferroviaria. Il primo collegamento fu Roma-Frascati, inaugurato il 14 luglio 1856. Seguirono l'Ancona-Falconara (1861)[N 9], la Roma-Civitavecchia (16 aprile 1859), la Roma-Orte (1865) e la Orte-Falconara (1866). Per quanto riguarda i collegamenti con il Regno di Napoli, nel 1862 fu completato il collegamento con Ceprano, nel frusinate[N 10]. Tale rete risultò tuttavia essere inadeguata, così come lo fu la rete stradale costruita nei decenni che precedettero l'annessione all'Italia. Secondo fonti di alto profilo vi fu, all'epoca, uno «... scarso interesse governativo per la rete stradale e l'avversione verso le ferrovie... ».[34]

Nel gennaio 1852 lo Stato della Chiesa fu il primo in Italia, con Firenze, Modena e Parma, a introdurre l'uso del francobollo. I dati del censimento del 1853 mostravano che, su una superficie di 41.295 km², viveva una popolazione di 3.124.668 abitanti. Lo Stato Pontificio era il terzo Stato italiano sia per superficie che per popolazione (dopo i Regni di Napoli e Sardegna).
Nel 1859, Pio IX ordinò la creazione di un codice penale unificato. Ordinò anche una riforma delle carceri papali e delle case penali. La polizia fu sottoposta al Segretario di Stato e ricevette più autorità e potere contribuendo a una significativa riduzione della criminalità ma anche ad accuse di parzialità. L'istruzione non era obbligatoria nello Stato Pontificio e l'istruzione secondaria era in gran parte in mani private o nel controllo di istituti cattolici e ordini religiosi. Durante il suo pontificato, Pio IX intraprese sforzi innovativi creando nuove scuole per disabili e scuole serali per le persone per migliorare la loro istruzione dopo il lavoro. Vennero erette anche scuole per bambini attive tutto il giorno, garantendo così l'accudimento dei figli i cui genitori erano assenti durante l'orario di lavoro. In ambito universitario, Pio IX aumentò gli stipendi del personale universitario e aggiunse la geologia, le scienze agrarie, l'archeologia, l'astronomia e la botanica alle materie di insegnamento. Fu aperta una nuova clinica ostetrica, diversi musei e un osservatorio astronomico. Gli studenti di teologia furono sottoposti a una formazione più rigorosa e gli studenti di paesi stranieri beneficiarono di sostegno finanziario.

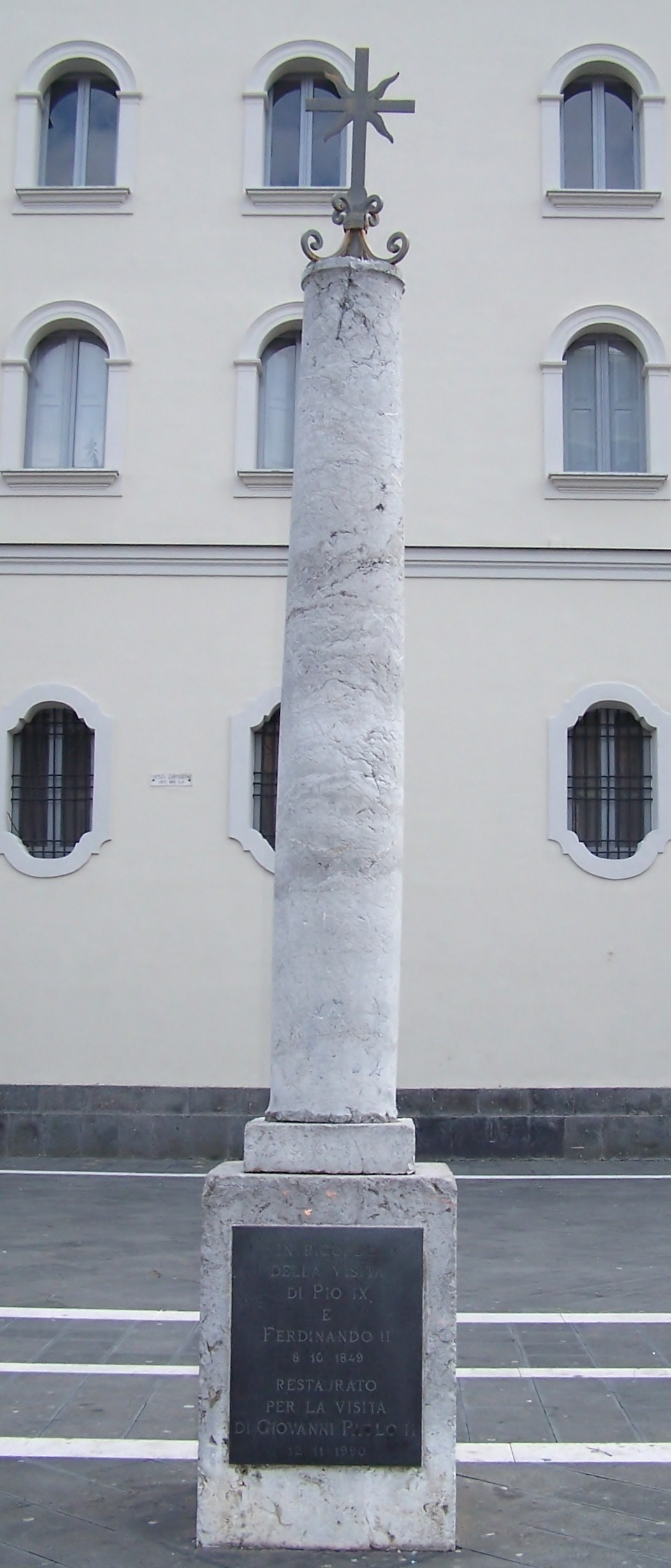
Colonna commemorativa fatta erigere dopo la visita del papa Pio IX e del sovrano Ferdinando II di Borbone con la famiglia reale nella piazza antistante la basilica di Sant'Alfonso Maria de Liguori a Pagani, in data 8 ottobre 1849

Pio IX era un mecenate delle arti come la maggior parte dei suoi predecessori. Sosteneva generosamente tutte le espressioni di arte, architettura, pittura, scultura, musica, oreficeria, ramai e altro, e distribuiva numerosi premi ai suoi rappresentanti. I due teatri di Roma erano esentati da ogni censura papale. Grandi sforzi furono intrapresi per restaurare muri storici, fontane, strade e ponti. Ordinò lo scavo di siti romani, cosa che portò a molte importanti scoperte. Ordinò il rafforzamento del Colosseo, che in quel momento minacciava di crollare. Grandi somme furono spese nella scoperta di catacombe cristiane, per le quali Pio creò una nuova commissione archeologica nel 1853. Un grande successo durante il suo pontificato furono i ritrovamenti delle catacombe di San Callisto, che includevano tombe, testi e dipinti completamente sconosciuti. Fuori Roma, Pio restaurò i monumenti etruschi e antichi romani a Perugia, Ostia, Benevento, Ancona e Ravenna.
Nei due decenni che precedettero l'annessione dello Stato Pontificio al Regno d'Italia, furono in massima parte completati i lavori di bonifica dell'Agro romano e cominciati quelli relativi alla rete idrica per il soddisfacimento del fabbisogno di acqua potabile degli abitanti di Roma che tuttavia vennero portati a compimento solo dopo l'unione della città allo Stato italiano. Nello stesso periodo fu notevole il suo impegno contro il processo di secolarizzazione in corso nella società del suo tempo. Pio IX firmò trattati bilaterali (concordati) con numerosi stati europei: Russia (1847), Regno di Spagna (1851), Granducato di Baden (1853), Impero austriaco (Concordato del 1855), Regno del Portogallo (1857), Regno di Württemberg (1857).
L'8 dicembre 1854 proclamò il dogma dell'Immacolata concezione con la bolla Ineffabilis Deus, tradotta in 400 lingue e dialetti.
Inoltre a partire dal 1856 rese obbligatoria per tutta la Chiesa la festa del Sacratissimo Cuore di Gesù, che viene celebrata il venerdì dopo la festa del Corpus Domini.

### La campagna piemontese del 1860 e l'unità d'Italia

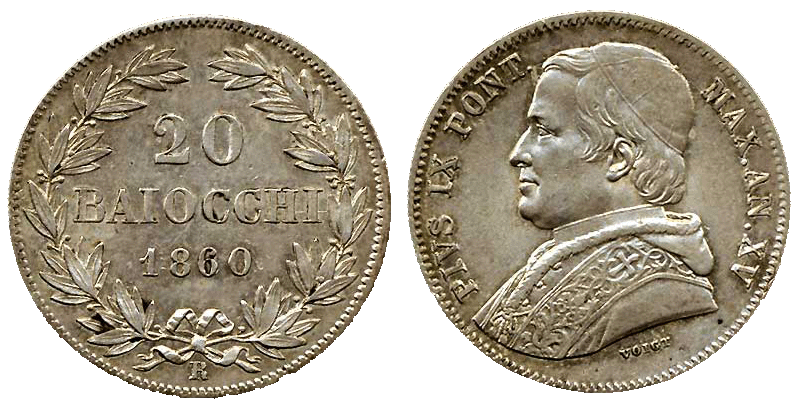
Moneta da 20 baiocchi con effigie di papa Pio IX

Pio IX si trovò a gestire il momento storico della nascita anche in Italia di un moderno stato nazionale unitario. Entro i confini dello Stato della Chiesa le prime città a manifestare l'insofferenza al dominio papale furono in particolare quelle delle antiche Legazioni di Bologna, Ferrara, Forlì, Ravenna. In Romagna, Pio IX compì l'ultima visita di un Papa-Re nel 1857: in tale occasione, anzi, Pio IX donò alla Cattedrale di Forlì un nuovo altare, tuttora in uso.
Numerose negli anni furono le insurrezioni, sempre represse anche grazie agli austriaci, sino al 1859, anno dell'annessione della Romagna al Regno di Sardegna. Stimolata dall'esempio, insorse anche Perugia che il 14 giugno 1859 instaurò un governo provvisorio. Il legato pontificio se ne tornò a Roma e lo Stato della Chiesa reagì in maniera dura, ordinando la repressione dei moti e inviando duemila mercenari svizzeri comandati dal colonnello Schmidt. Il segretario di stato di Pio IX, il cardinale Antonelli, autorizzò per mezzo del proministro alle Armi Luigi Mazio la repressione e il saccheggio della città da parte delle truppe svizzere inviate per riportare Perugia sotto il controllo della Chiesa: il 20 giugno 1859 questi entrarono in città e fecero strage dei rivoltosi, senza risparmiare donne o bambini. L'evento passò alla storia come le "stragi di Perugia". I viaggiatori stranieri presenti in città, rapinati, provvidero ad avvertire del grave accaduto la stampa internazionale, avvalorando ancor più agli occhi dei cittadini europei e statunitensi la causa dell'unità italiana. In seguito alla riconquista di Perugia, papa Pio IX, in considerazione del successo, promosse il colonnello Schmidt a generale di brigata. Il cardinale Vincenzo Gioacchino Pecci (futuro papa Leone XIII) celebrò poi solennemente i funerali dei soldati pontifici caduti, con l'iscrizione sul catafalco funebre: Beati mortui qui in Domino moriuntur ("Beati i morti che muoiono nel Signore").
La sorte dello Stato pontificio appariva assai critica, nel disinteresse delle potenze cattoliche d'Europa. Fu allora che il cameriere personale di Pio IX monsignor Francesco Saverio de Mérode, ex militare della Legione straniera francese divenuto proministro delle Armi della Santa Sede, decise di fare appello al generale de Lamoricière perché riorganizzasse l'esercito pontificio e ne prendesse il comando. De Lamoricière accettò la proposta di comandare l'esercito pontificio.
Per aumentare gli effettivi, Lamoricière ricorse all'arruolamento volontario, facendo appello ai cattolici presenti negli stati europei. Belgi e francesi costituirono un battaglione di tiratori franco-belgi agli ordini del visconte Louis de Becdelièvre, al quale si deve l'uniforme del corpo, ispirata a quella degli zuavi, ma adattata alla temperatura di Roma. L'idea trovò il sostegno di monsignor de Merode e del papa in persona, sicché questi tiratori furono chiamati «Zuavi pontifici» ancora prima della creazione ufficiale del corpo.
Il 18 settembre 1860, in seguito alla battaglia di Castelfidardo, le truppe piemontesi sconfissero le truppe svizzere conquistando le Marche e l'Umbria, che poi furono annesse al Regno di Sardegna a seguito di un plebiscito. Il territorio posseduto dalla Chiesa fu ridotto al solo Lazio. Vittorio Emanuele II si era impegnato con l'imperatore francese a non attaccare Roma, che non fu coinvolta nella campagna del 1860.

### Gli anni sessanta

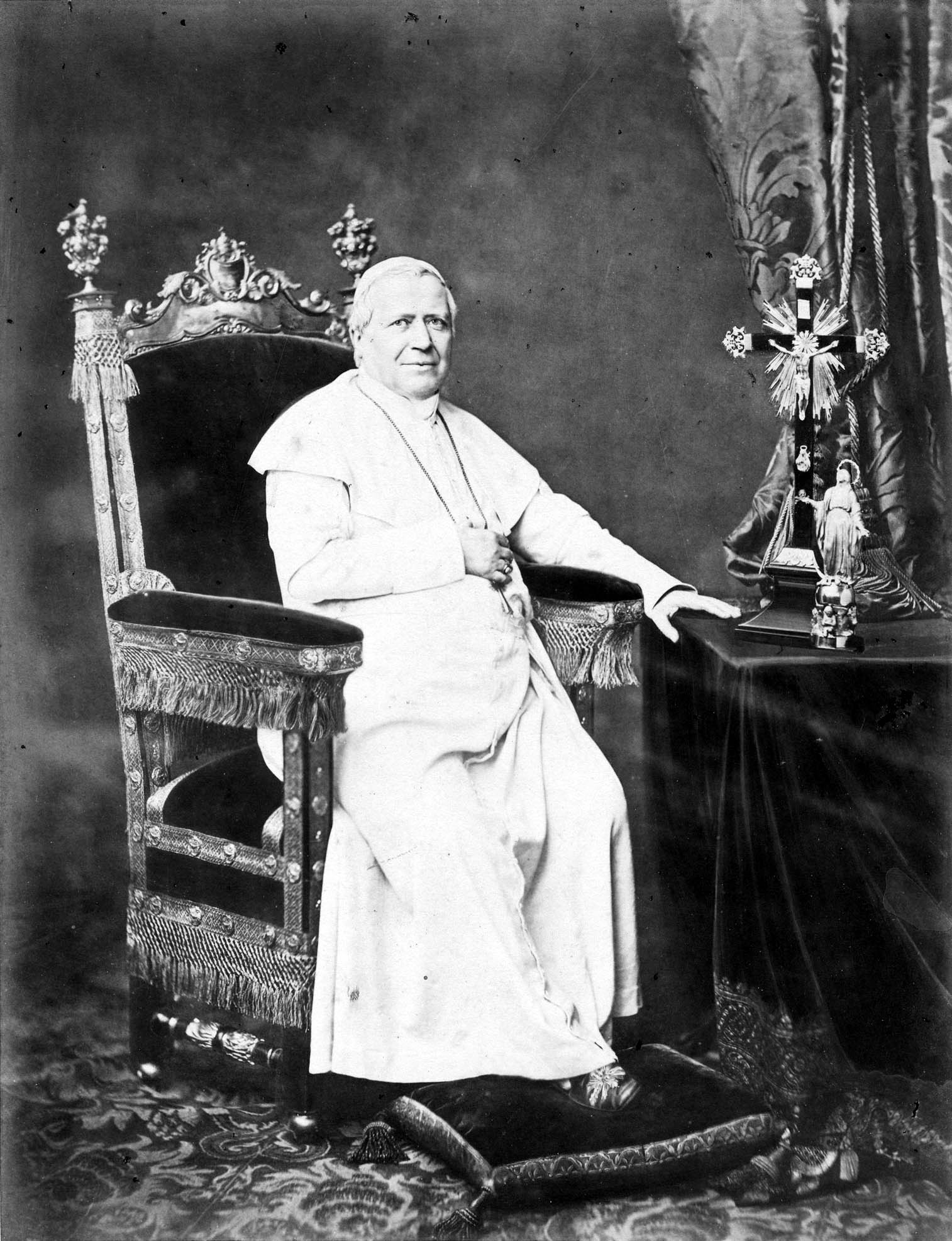
Pio IX nel 1864 in una foto dei Fratelli D'Alessandri

Il 17 marzo 1861 venne proclamato a Torino il Regno d'Italia. Il giorno seguente, Pio IX espresse in un'allocuzione ufficiale una tempestiva risposta a Vittorio Emanuele: «Da lungo tempo si chiede al Sommo Pontefice che si riconcilii con il progresso e con la moderna civiltà. Ma come mai potrà avvenire un simile accordo, quando questa moderna civiltà è madre e propagatrice di infiniti errori e di massime opposte alla fede cattolica?» Nasceva la Questione romana.
Il 14 maggio 1863 visita Frosinone.
Nel 1864 Pio IX fece arrestare il brigante Carmine Crocco, allorché egli, dopo essere stato sconfitto dalle truppe sabaude, era fuggito a Roma per incontrarlo, confidando erroneamente in un sostegno della Santa Sede, in virtù del suo legittimismo borbonico, in chiave antisabauda.

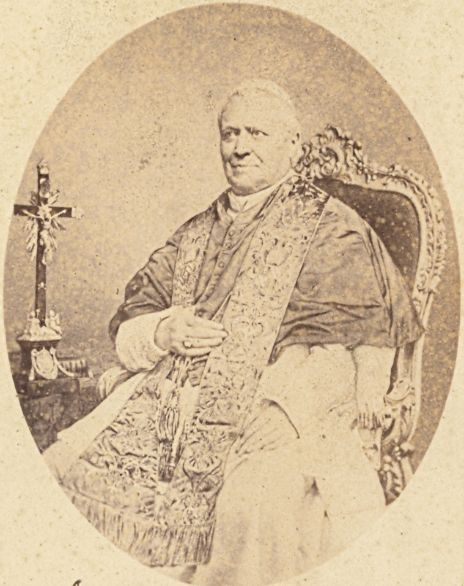
Pio IX nel 1865

L'8 dicembre 1864 papa Pio IX pubblicò l'enciclica Quanta cura e il Sillabo, una raccolta di ottanta proposizioni considerate dal Papa stesso non conciliabili con la fede cattolica, divise in dieci rubriche. Il 2 maggio 1868 approvò la Società della Gioventù Cattolica italiana, fondata da Mario Fani e Giovanni Acquaderni il 29 giugno 1867.
L'11 aprile 1869 furono organizzate solenni celebrazioni in tutto il mondo cattolico per il suo giubileo sacerdotale e il 7 dicembre 1869 aprì il Concilio Vaticano I. Mentre il potere temporale era in crisi, a pochi mesi dalla breccia di Porta Pia, Pio IX si preoccupò di rinvigorire il potere spirituale. Il Concilio Vaticano I portò alla formulazione del dogma dell'infallibilità del Pontefice, chiaramente espresso nella costituzione dogmatica Pastor Aeternus. Questo portò allo scisma tra la Chiesa cattolica e i vetero-cattolici. Il tedesco Joseph Hubert Reinkens si fece eleggere primo "vescovo cattolico dei vetero-cattolici". Il Concilio proseguì fino al 18 luglio 1870 quando venne sospeso a causa della guerra franco-prussiana.

### La presa di Roma

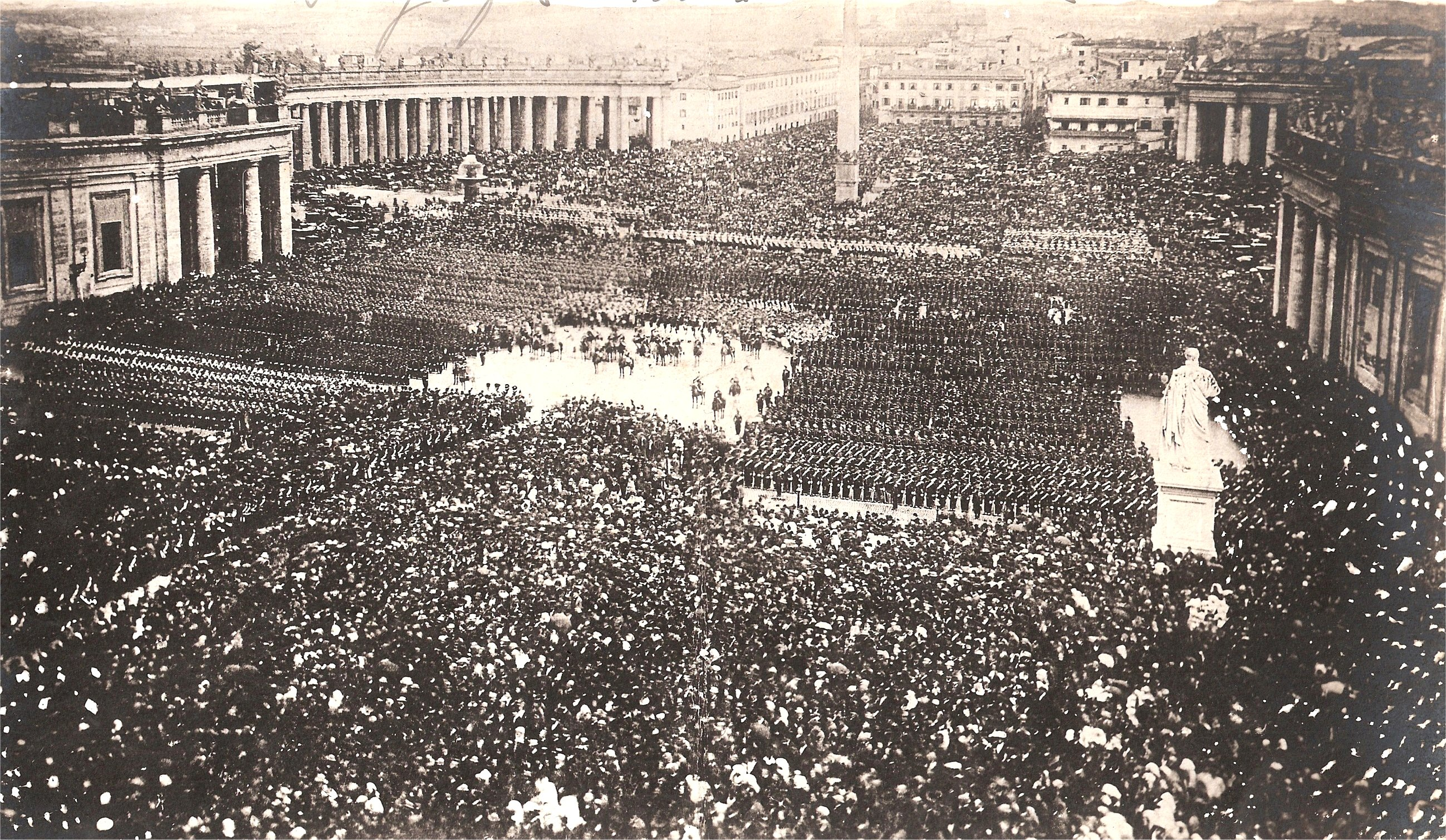
Pio IX benedice le truppe pontificie in piazza San Pietro il 25 aprile 1870

Lo scontro con il neo costituito Regno d'Italia giunse all'apice quando nel 1870, alla caduta di Napoleone III, le truppe dei Savoia entrarono a Roma attraverso la breccia di Porta Pia, ponendo fine alla sovranità temporale dei Papi e alla loro potestà su Roma. Il re Vittorio Emanuele II, dopo la battaglia di Sedan che aveva segnato la sconfitta di Napoleone III, imperatore dei francesi e protettore del potere temporale papale, inviò il 7 settembre 1870 una lettera a tutte le potenze europee nella quale si esponevano i motivi della futura presa di Roma, ribadendo però le garanzie e le tutele alla persona del Sommo Pontefice. Inviò tra l'altro il conte Ponza di San Martino, che giunse a Roma il 9 settembre, a sondare gli animi: costui prima parlò con il cardinale Antonelli, Segretario di Stato e poi con Pio IX. Entrambi ribadirono la posizione di non accettazione dell'inclusione dei territori della Santa Sede nel neonato Regno d'Italia. Alle profferte dell'emissario del re il pontefice rispose:
Il conte Ponza di San Martino mi ha consegnato una lettera, che a V.M. piacque dirigermi; ma essa non è degna di un figlio affettuoso che si vanta di professare la fede cattolica, e si gloria di regia lealtà. Io non entrerò nei particolari della lettera, per non rinnovellare il dolore che una prima scorsa mi ha cagionato. Io benedico Iddio, il quale ha sofferto che V.M. empia di amarezza l'ultimo periodo della mia vita. Quanto al resto, io non posso ammettere le domande espresse nella sua lettera, né aderire ai principii che contiene. Faccio di nuovo ricorso a Dio, e pongo nelle mani di Lui la mia causa, che è interamente la Sua. Lo prego a concedere abbondanti grazie a V.M. per liberarla da ogni pericolo, renderla partecipe delle misericordie onde Ella ha bisogno.»
(11 settembre 1870)

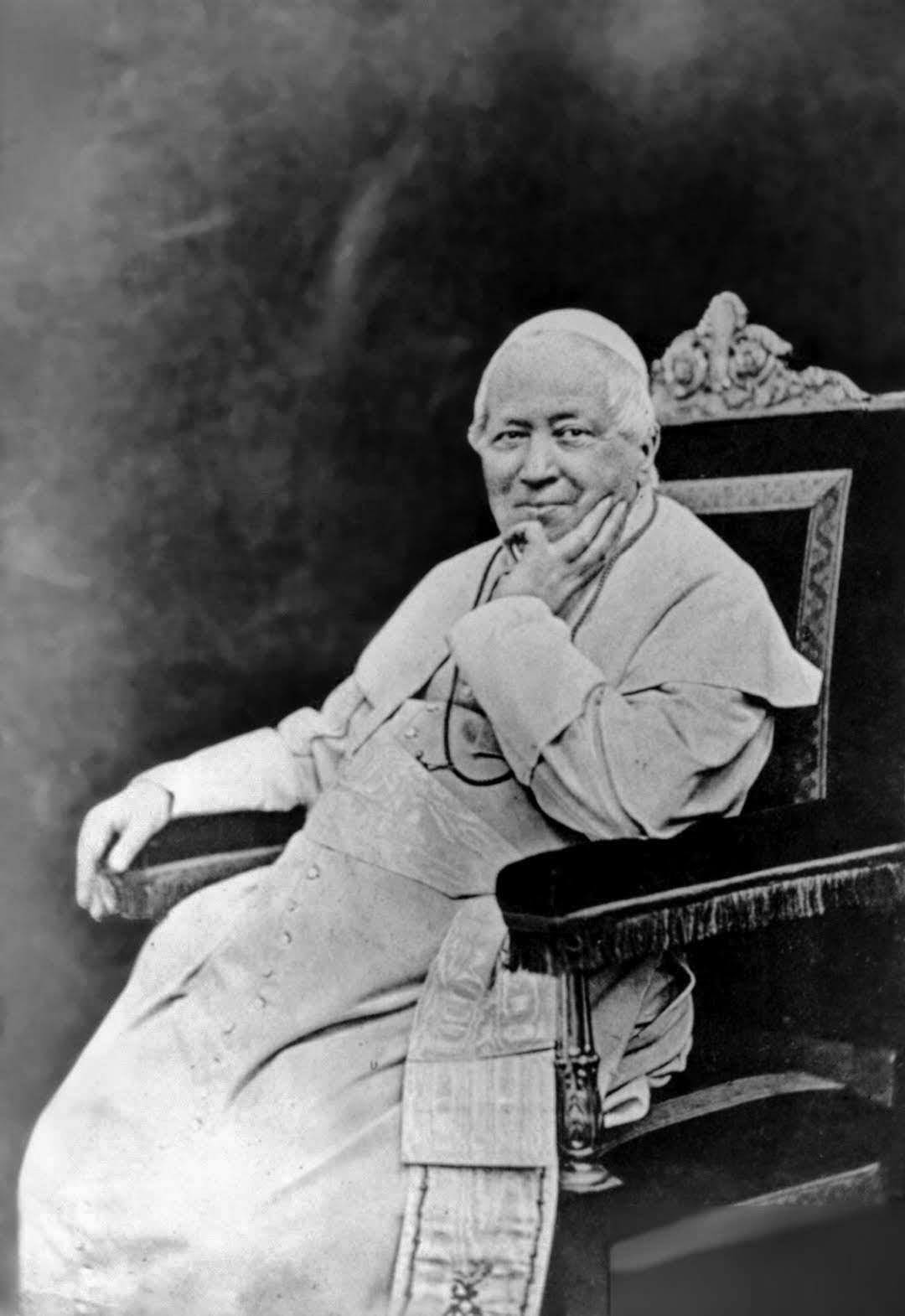
Papa Pio IX nel 1871

Al conte Ponza di San Martino, latore di tale lettera, Pio IX aggiunse: «Non sono profeta né figlio di profeta; ma in realtà vi dico che non entrerete a Roma». A metà settembre del 1870 due divisioni dell'esercito italiano, al comando di Raffaele Cadorna, entrarono nel Lazio e il 18 settembre giunsero sotto le mura Aureliane. Vista la disparità delle forze in campo e considerata l'inutilità di uno scontro armato, il pontefice ordinò agli zuavi pontifici un'opposizione solo formale allo scopo di evitare spargimenti di sangue e di rendere comunque evidente la violenza subita, con il proposito «di aprire trattative per la resa ai primi colpi di cannone». Il 20 settembre Roma fu attaccata e occupata. Alla fine degli scontri si contarono 49 caduti tra l'esercito sabaudo e 19 tra i pontifici.
Il Papa si ritirò nel Vaticano rifiutando di riconoscere il nuovo Stato e dichiarandosi prigioniero politico. Questa situazione, indicata come Questione romana, perdurò fino ai Patti Lateranensi del 1929, sottoscritti sotto il pontificato di papa Pio XI in accordo col governo fascista.
Conseguentemente Pio IX, in data 10 settembre 1874, promulgò il famoso non expedit con il quale veniva palesemente sconsigliata la partecipazione di ecclesiastici e cattolici alla vita politica del neo Stato italiano, nato da un violento atto contro lo Stato della Chiesa. Esso rimase in vigore fino al 1919, quando fu abrogato da papa Benedetto XV, sebbene fosse già stato notevolmente temperato da papa Pio X nell'enciclica Il fermo proposito nel 1905.
Il 13 maggio 1871 fu promulgata la legge delle guarentigie, con la quale lo Stato italiano stabiliva unilateralmente i diritti e i doveri dell'autorità papale. Il 21 agosto 1871 Pio IX scrisse a re Vittorio Emanuele II, esprimendo le ragioni per cui non poteva accettare la legge. Fino alla sua morte il Papa continuò a definirsi «prigioniero dello Stato italiano».

### La morte e la traslazione della salma

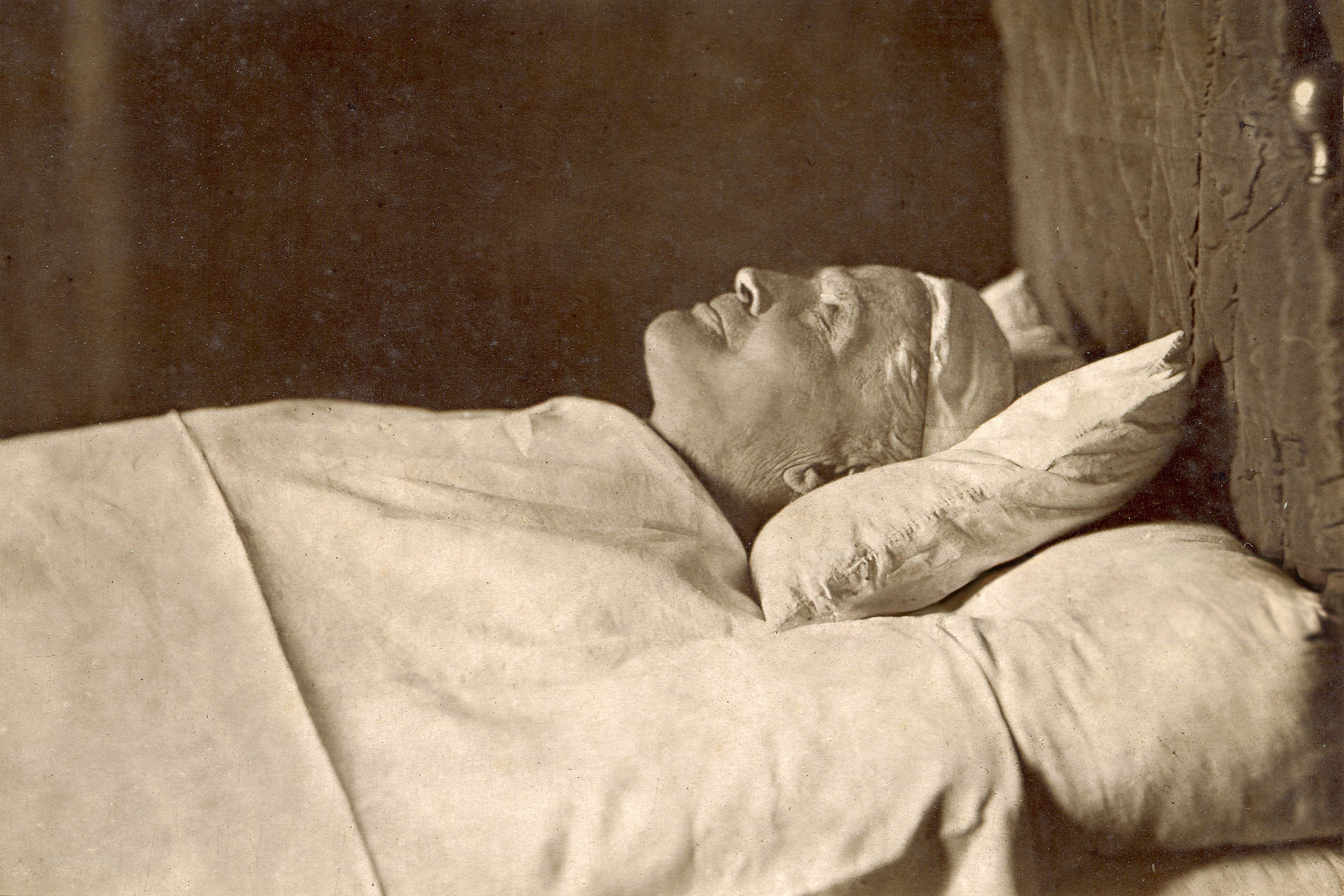
Fotografia post mortem di Pio IX scattata l'8 febbraio 1878

Quando, il 7 gennaio 1878, divenne noto che Vittorio Emanuele II si trovava in gravi condizioni di salute, Pio IX revocò la scomunica e le altre censure a lui comminate dopo la presa di Roma e inviò al suo capezzale monsignor Marinelli per accordargli gli ultimi sacramenti, ma il prelato non fu ricevuto. Il Re ricevette gli ultimi sacramenti dalle mani del suo cappellano, monsignor d'Anzino.
Papa Pio IX morì a Roma il 7 febbraio 1878 alle ore 5:40, mentre recitava il rosario con i suoi collaboratori: colpito da una crisi epilettica, il Pontefice ebbe un attacco di cuore. Portato a letto, Pio IX spirò dopo aver ripetuto più volte Parti o anima cristiana, baciando il Crocifisso e l'immagine della Madonna; le sue ultime parole furono "proteggete la Chiesa che ho tanto amato". Fu sepolto temporaneamente nell'apposito "loculo provvisorio" della Basilica di San Pietro in Vaticano.
Nel proprio testamento, il pontefice aveva designato come luogo definitivo di sepoltura la basilica di San Lorenzo al Verano. Nel luglio del 1881 avvenne la traslazione della salma. Fu organizzata una cerimonia pubblica, che cominciò alla mezzanotte tra il 12 e il 13 luglio, secondo l'uso dell'epoca. Ad accompagnare la salma del pontefice lungo le strade si accalcarono migliaia di cittadini. Numerosi elementi anticlericali prepararono manifestazioni di protesta. Nonostante fossero prevedibili scontri, non fu organizzato un visibile dispiegamento di polizia. Il governo italiano era restio a organizzare un servizio di sicurezza adeguato per, così si argomentava, non creare l'impressione di un omaggio a una figura che aveva ritardato l'Unità d'Italia. D'altro canto gli ambienti ecclesiastici non vollero utilizzare le forze di sicurezza vaticane perché sarebbe stato un implicito riconoscimento della legge delle guarentigie che le aveva istituite.

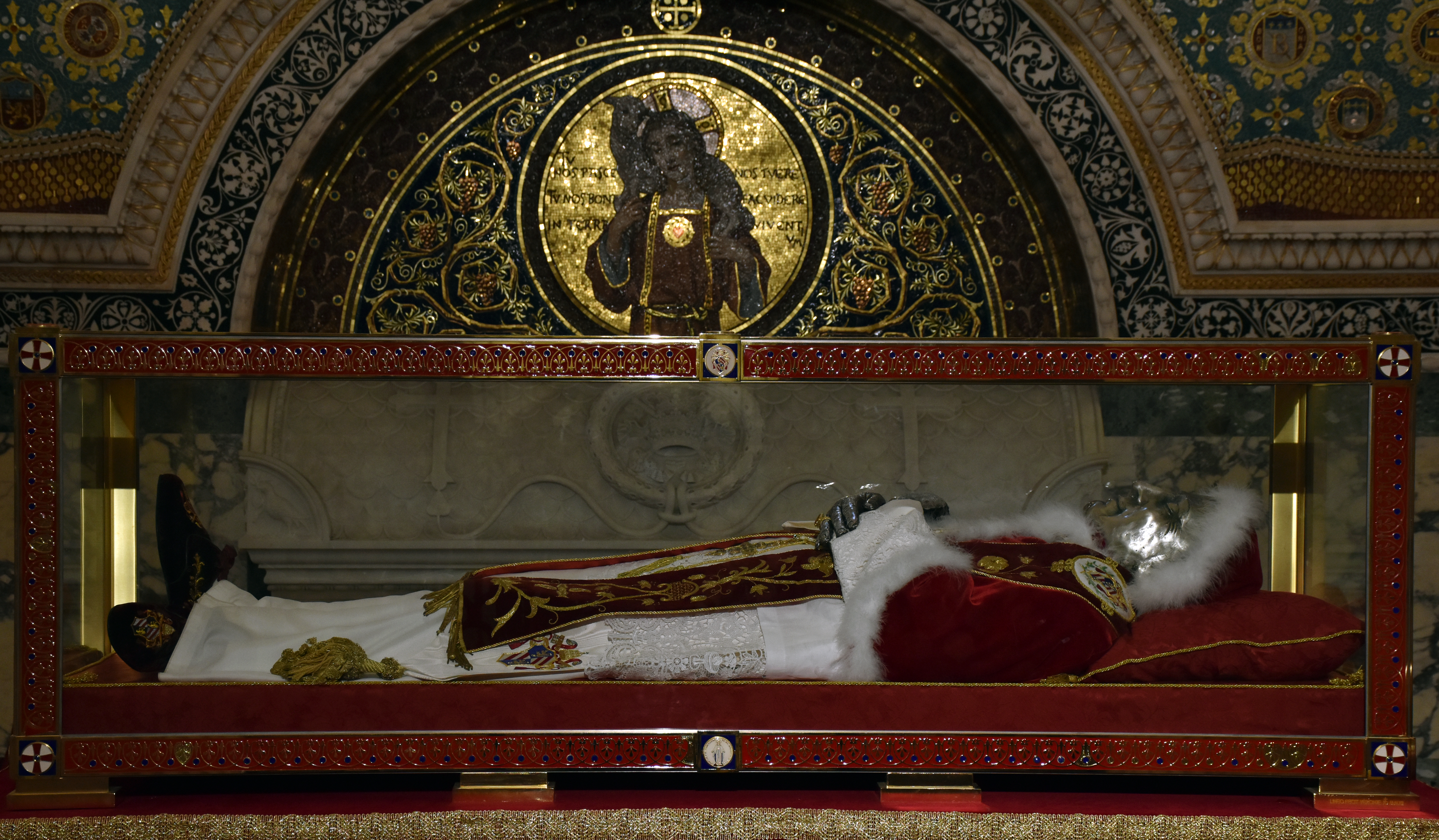
La tomba di Pio IX nella Basilica di San Lorenzo fuori le mura

La cerimonia fu interrotta da un gruppo di anticlericali che tentarono di impossessarsi del feretro, al grido di «al fiume il papa porco», attaccando il corteo funebre con sassi e bastoni nell'evidente intento di gettare la salma di Pio IX nel Tevere. I fedeli, tranne pochi animosi, rimasero sostanzialmente passivi. Solo la pronta reazione della polizia evitò gravi incidenti; furono richiamati rinforzi provenienti dal Regio esercito (ai militari, infatti, era stato imposto di restare consegnati in caserma in via precauzionale). Solo dopo alcune ore il corteo funebre poté riprendere la processione sino a San Lorenzo in una situazione di relativa tranquillità.
L'episodio ebbe risonanza internazionale: l'Italia apparve come un paese in cui era possibile attaccare una persona anche oltraggiandone le spoglie mortali. Vi furono conseguenze politiche: il prefetto di Roma venne rimosso dall'incarico e il governo Depretis dovette rispondere a numerose interrogazioni parlamentari sulla vicenda. Il ministero degli Esteri inviò una lettera circolare alle monarchie europee per spiegare l'origine degli scontri.
Come maggior precauzione per evitare ulteriori profanazioni, la salma non fu posta nel sarcofago sopraelevato che era stato approntato, ma in una fossa scavata nel pavimento della relativa cappella, poco distante dal monumento, in posizione defilata e poco visibile.

## Vita privata

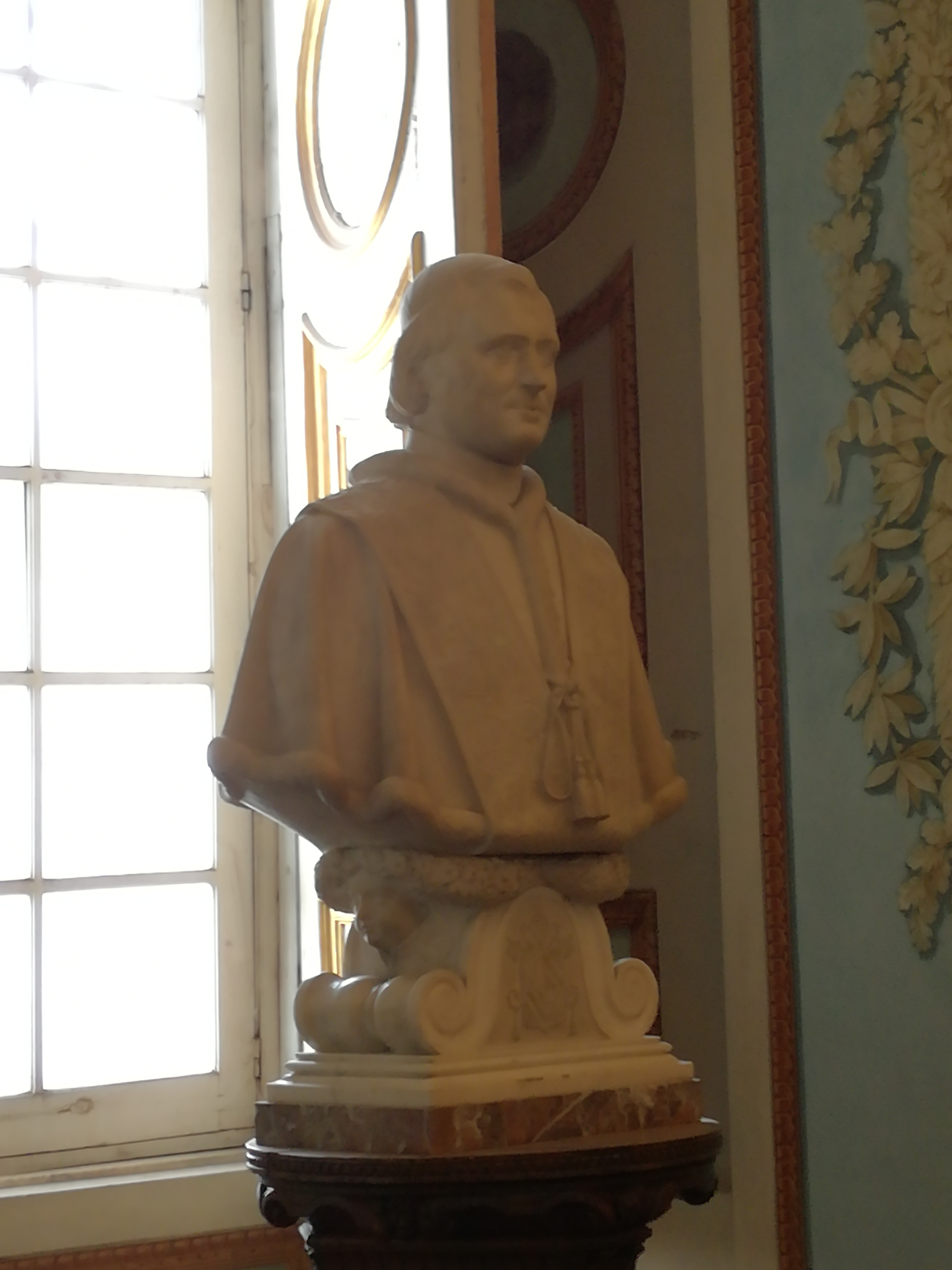
Busto di Pio IX (Lorenzo Bartolini, 1847, Reggia di Caserta)

Pio IX amava definirsi un "parroco di campagna". La sua vita privata infatti si svolgeva come quella di un semplice sacerdote.
Si alzava alle cinque in punto del mattino e per un'ora rimaneva nella sua camera in preghiera su un inginocchiatoio di fronte a un crocifisso. Celebrava la Messa e poi assisteva a un'altra di ringraziamento, durante la quale recitava le ore canoniche e le preghiere di pietà con un libretto appartenuto alla madre. Dai tempi del Collegio degli Scolopi amava pregare recitando la corona delle Dodici Stelle, una preghiera composta da san Giuseppe Calasanzio in cui ci si rivolge a Maria preservata dal peccato originale.
Dopo le preghiere si dedicava alle udienze ufficiali concesse sia agli aristocratici sia ai semplici fedeli. Ogni giovedì riceveva, inoltre, petizioni da chiunque e ogni 14 del mese riceveva tutti in pubblica udienza.
Alle tre del pomeriggio terminava le udienze e si recava a pranzo. Non voleva che si consumasse più di uno scudo al giorno per i suoi pasti.
Dopo pranzo amava fare lunghe passeggiate o andare in carrozza per la città.
Tornato in Quirinale leggeva la corrispondenza e poi recitava il Vespro.
Dopo la cena riceveva il suo confessore e si ritirava nella cappella privata a pregare dinanzi al tabernacolo. Ricordava spesso l'importanza di pregare Gesù Eucaristico, al quale riteneva si potesse confidare tutto.
Al principe Cavalletti, che intendeva offrirgli in segno di devozione una sedia pontificale d'oro e di diamanti e gli proponeva il titolo di papa Pio Magno, il Papa gli rispose di impiegare il denaro per la sedia per il riscatto dei seminaristi dal servizio militare e declinò con molta umiltà il titolo onorifico, perché riteneva che tutti gli onori fossero riservati al Signore.
Si narra che, come il predecessore Gregorio XVI, avesse una devozione per la medaglia miracolosa e che usasse tenerla sempre con sé.

## Gli insegnamenti e il magistero
- Fu anzitutto uomo di Dio e di preghiera. Egli stesso fra i suoi propositi di sacerdote appena consacrato mise: «Pregare Iddio moltissimo onde insegni la scienza delle sue strade per adempiere alla sua volontà». Amava stare tra la gente ed elargì numerose elemosine, promosse iniziative benefiche, come la fondazione di asili, di ricoveri per anziani, poveri e indigenti. Uomo di pietà, che elesse patrono della Chiesa universale, l'8 dicembre 1867, san Giuseppe, visto come il capo della rinnovata Sacra Famiglia formata da tutti i figli e tutte le figlie della Chiesa.

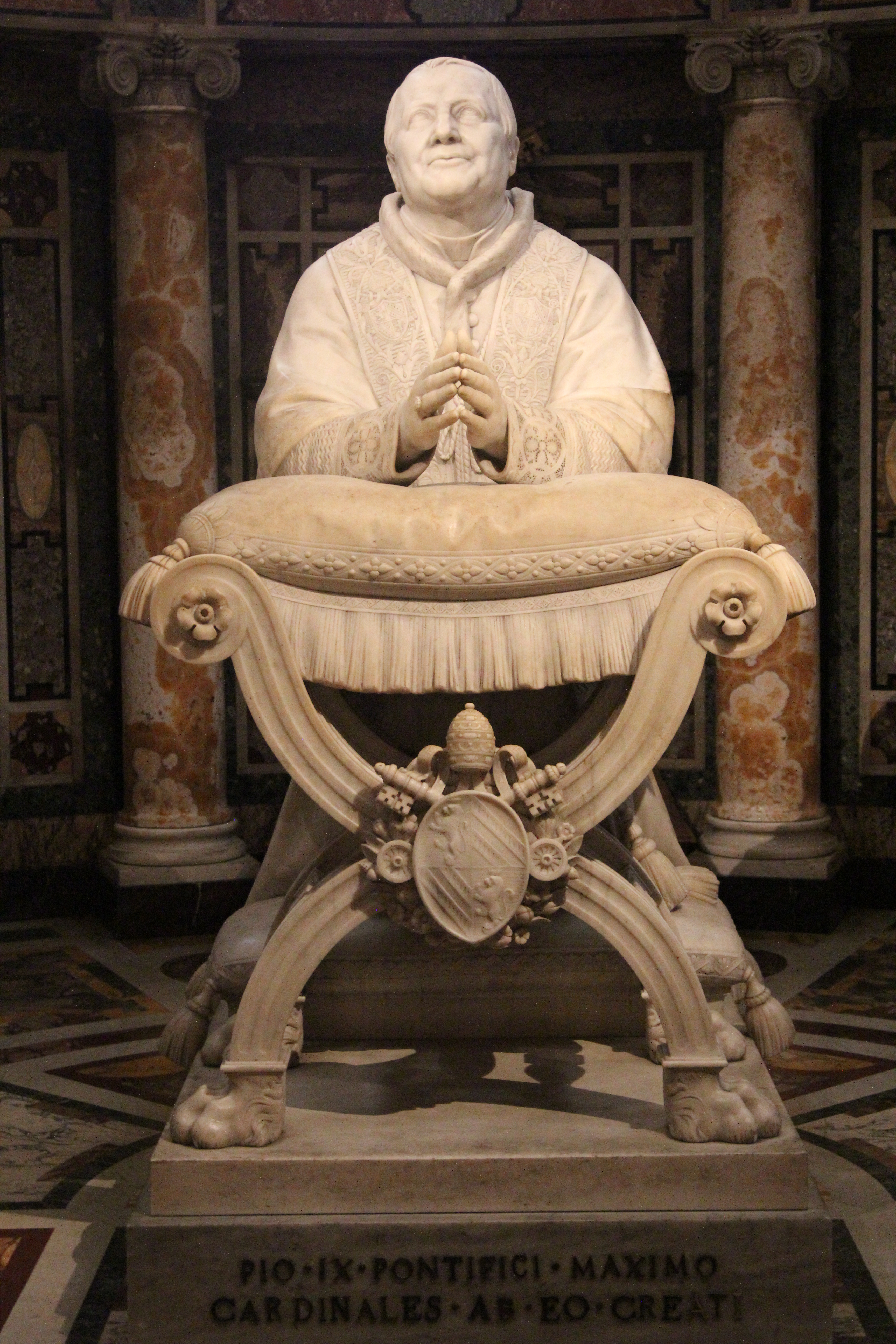
Ignazio Jacometti, Pio IX orante (1880, Basilica di Santa Maria Maggiore)

- Fu anche un Papa che si prodigò moltissimo per la riforma del clero con una capillare azione pastorale. Con l'aiuto dei vescovi diocesani, fece molto e con successo per ristabilire la gerarchia cattolica e seppe suscitare una nascita senza precedenti di società e associazioni sacerdotali per aiutare e sostenere la vita spirituale e lo zelo pastorale.
- Sentì anche l'urgenza di rinnovare la vita religiosa, con la ripresa degli Ordini e delle Congregazioni religiose, che con lui conoscono uno sviluppo senza precedenti. Fondò numerosi istituti maschili e femminili dedicati soprattutto all'apostolato presso i poveri, all'insegnamento e le missioni. Dai Salesiani di don Bosco ai Missionari di Scheut del padre Verbist, dai padri Bianchi alle suore Bianche del cardinale Lavigerie, dai padri di Mill Hill del cardinale Vaughan ai comboniani di Verona. Pio IX affermò: «Nelle Corporazioni Religiose la Chiesa trova aiuto, appoggio e sostegno in ogni maniera. In esse la Chiesa trova missionari da spingere nei più lontani e selvaggi punti del globo, predicatori per annunziare la divina parola, amministratori dei sacramenti».
- Incoraggiò una fecondissima stagione missionaria con un'azione evangelizzatrice della Chiesa veramente senza precedenti. Missionari si recarono in ogni parte del mondo dall'America all'Asia, dall'Africa all'Australia. Dal 1846 al 1878 furono erette 206 nuove diocesi e vicariati apostolici.
- Incoraggiò il ritorno degli scismatici alla Chiesa, erigendo nel 1862 una Congregazione per i cattolici orientali e lanciando i suoi appelli alle Chiese di oriente[N 14] e di occidente separate da Roma.
- Svolse un ruolo fondamentale nella storia della Chiesa e della teologia: la promulgazione del dogma dell'Immacolata Concezione e il Concilio Vaticano I (primo concilio dopo più di trecento anni) sono eventi di enorme portata per la storia della Chiesa.

La costituzione Pastor Aeternus e il dogma dell'infallibilità pontificia sono considerati, dalla Chiesa, l'architrave della moderna costruzione ecclesiologica.
Il suo atteggiamento verso le conquiste della tecnica fu benevolo, tanto che nel 1865 papa Pio IX approvò formule di benedizione per il telegrafo e le ferrovie.

### Governo della Chiesa universale
Durante il suo pontificato, Pio IX eresse 206 nuove diocesi e vicariati apostolici.

Ricostituì il Patriarcato Latino di Gerusalemme con giurisdizione sopra la diocesi unita di Palestina, Giordania e Cipro (23 luglio 1847). Il pontefice restaurò la gerarchia cattolica in Inghilterra (1850, Breve Universalis Ecclesiae). Nominò Nicholas Wiseman arcivescovo di Westminster. Il pontefice ristabilì la normale gerarchia anche nei Paesi Bassi (1853, Breve Ex qua die).
Sotto il suo pontificato, anche grazie agli sviluppi della scienza e della tecnica, la Chiesa, da insieme di gerarchie nazionali con limitati contatti fra loro, divenne un'organizzazione veramente universale (cattolica, letteralmente).

## Concistori per la creazione di nuovi cardinali
Papa Pio IX durante il suo pontificato ha creato 123 cardinali nel corso di 23 distinti concistori.

## Beatificazioni e canonizzazioni del pontificato
Numerose furono le beatificazioni (221) e canonizzazioni (52) sotto il pontificato di Pio IX. Un primo elenco include, nel 1867, San Paolo della Croce (beatificato nel 1853) e lo spagnolo Pietro d'Arbués (beatificato da Alessandro VII nel 1662). Pio inoltre nel 1862 canonizzò i ventisei cristiani giapponesi martirizzati nel 1597 e beatificati da Urbano VIII nel 1627, tra cui Paolo Miki.
Pio IX inoltre proclamò San Giuseppe «patrono della Chiesa universale» e conferì il titolo di dottore della Chiesa a Sant'Ilario di Poitiers, San Francesco di Sales e Sant'Alfonso Maria de' Liguori.

## Encicliche e altri scritti del pontificato
1. Encicliche:

| - I Qui pluribus - 9 novembre 1846 - II Praedecessores nostros - 25 marzo 1847 - III Ubi primum - 17 giugno 1847 - IV In Suprema Petri sede - 6 gennaio 1848 - V Ubi primum - 2 febbraio 1849 - VI Nostis et nobiscum - 8 dicembre 1849 - VII Exultavit Cor Nostrum - 21 novembre 1851 - VIII Ex Aliis Nostris - 21 novembre 1851 - IX Nemo certe ignorat - 25 marzo 1852 - X Probe Noscitis - 17 maggio 1852 - XI Inter multiplices - 21 marzo 1853 - XII Neminem Vestrum - 2 febbraio 1854 - XIII Optime noscitis - 20 marzo 1854 - XIV Apostolicae Nostrae - 1º agosto 1854 - XV Optime noscitis - 5 novembre 1855 - XVI Singulari quidem - 17 marzo 1856 - XVII Cum Nuper - 20 gennaio 1858 - XVIII Amantissimi Redemptoris - 3 maggio 1858 - XIX Cum Sancta Mater - 27 aprile 1859 - XX Qui Nuper - 18 giugno 1859 - XXI Nullis Certe Verbis - 19 gennaio 1860 | - XXII Amantissimus humani generis - 8 aprile 1862 - XXIII Quanto conficiamur - 10 agosto 1863 - XXIV Incredibili afflictamur - 17 settembre 1863 - XXV Ubi urbaniano - 30 luglio 1864 - XXVI Maximae quidem - 18 agosto 1864 - XXVII Quanta cura - 8 dicembre 1864 - XXVIII Levate - 27 ottobre 1867 - XXIX Respicientes ea - 1º novembre 1870 - XXX Ubi Nos - 15 maggio 1871 - XXXI Beneficia Dei - 4 giugno 1871 - XXXII Saepe Venerabiles - 5 agosto 1871 - XXXIII Quartus supra vigesimum - 6 gennaio 1873 - XXXIV Etsi multa luctuosa - 21 novembre 1873 - XXXV Vix dum a Nobis - 7 marzo 1874 - XXXVI Omnem sollicitudinem - 13 maggio 1874 - XXXVII Gravibus Ecclesiae - 24 dicembre 1874 - XXXVIII Quod nunquam - 5 febbraio 1875 - XXXIX Graves ac diuturnae - 23 marzo 1875 - XL Exortae in ista - 20 aprile 1876 - XLI Quae in patriarchatu - 1º settembre 1876 |

1. Altri documenti:

- Nei giorni - 16 luglio 1846 - Editto di amnistia per lo Stato Pontificio
- Romani e quanti - 14 marzo 1848 - Ammonimento ai sudditi dello Stato Pontificio
- Nelle istituzioni - 14 marzo 1848 - Costituzione apostolica sullo Statuto dello Stato Pontificio
- Non semel - 29 aprile 1848 - Allocuzione
- Da questa pacifica - 1º gennaio 1849 - Ammonimento e minaccia di scomunica a chiunque partecipa alle elezioni della nascente Repubblica Romana
- La serie - 14 febbraio 1849 - Allocuzione al Corpo Diplomatico
- Quibus quantisque - 20 aprile 1849 - Allocuzione
- Si semper antea - 20 maggio 1850 - Allocuzione
- Inter graves - 1º dicembre 1854 - Allocuzione
- Ineffabilis Deus - 1854 - Costituzione apostolica sul dogma dell'Immacolata Concezione
- Singulari quadam - 9 dicembre 1854 - Allocuzione
- Cum saepe - 27 luglio 1855 - Allocuzione
- Ad gravissimum - 20 giugno 1859 - Allocuzione
- Maximo animi - 26 settembre 1859 - Allocuzione
- Cum catholica Ecclesia - 26 marzo 1860 - Lettera apostolica
- Novos et ante - 28 settembre 1860 - Allocuzione
- Multis gravibusque - 18 dicembre 1860 - Allocuzione
- Iamdum cernimus - 18 marzo 1861 - Allocuzione
- Maxima quidem - 9 giugno 1862 - Allocuzione
- Tuas libenter - 1863 - Lettera apostolica al Nunzio di Baviera
- Multis gravissimis - 1864
- Multiplices inter /1- 25 settembre 1865 - Allocuzione contro la Massoneria
- Meridionali Americae - 1865
- Ex quo infensissimi - 14 novembre 1867 - Lettera apostolica
- Aeterni Patris - 29 giugno 1868 - Bolla di convocazione del Concilio Vaticano I
- Arcano divinae - 1868
- Iam vos omnes - 1868
- Religiosas regularium - 1870 - Lettera apostolica all'Arcivescovo di Tiane
- Non sine gravissimo - 24 febbraio 1870 - Lettera apostolica
- Multiplices inter /2 - 1870
- Apostolici ministerii - 1870
- Dei Filius - 1870 - Costituzione Apostolica del Concilio Vaticano I
- Pastor Aeternus - 1870 - Costituzione Apostolica del Concilio Vaticano I
- Quo impensiore – 1870 - Lettera apostolica
- Ecclesia dei - 1871 - Lettera apostolica al Vicario di Roma, Card. Patrizi
- Ordinem vestrum - 27 ottobre 1871 - Allocuzione
- Costretti nelle attuali - 1872 - Lettera apostolica al Segretario di Stato, card. Antonelli ( versione digitalizzata.)
- In magnis illis – 1873
- Dives in misericordia - 1877

## Genealogia episcopale e successione apostolica
La genealogia episcopale è:
- Cardinale Scipione Rebiba
- Cardinale Giulio Antonio Santori
- Cardinale Girolamo Bernerio, O.P.
- Arcivescovo Galeazzo Sanvitale
- Cardinale Ludovico Ludovisi
- Cardinale Luigi Caetani
- Cardinale Ulderico Carpegna

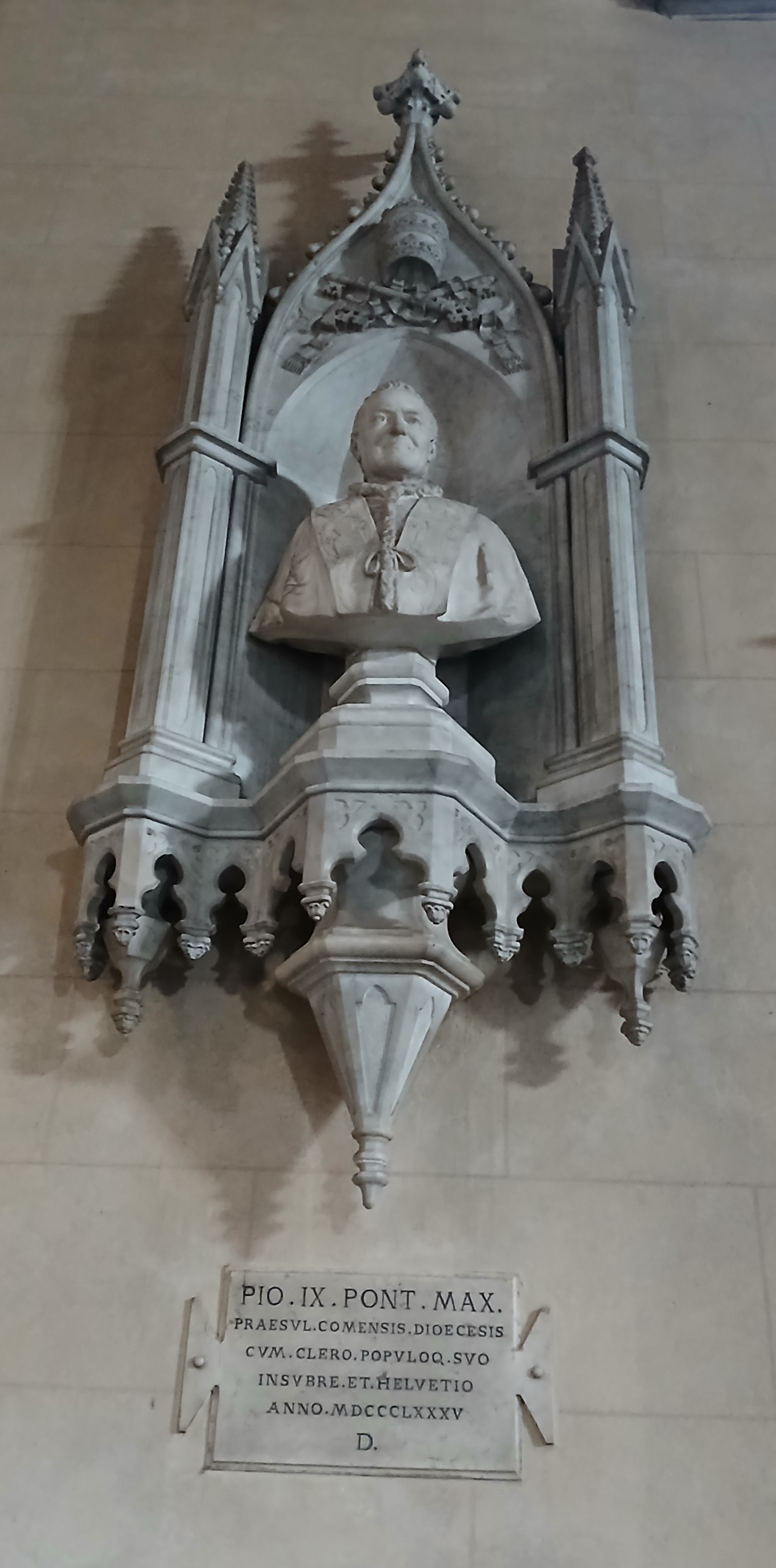
Busto nel duomo di Como

- Cardinale Paluzzo Paluzzi Altieri Degli Albertoni
- Papa Benedetto XIII
- Papa Benedetto XIV
- Cardinale Enrico Enriquez
- Arcivescovo Manuel Quintano Bonifaz
- Cardinale Buenaventura Córdoba Espinosa de la Cerda
- Cardinale Giuseppe Maria Doria Pamphilj
- Papa Pio VIII
- Papa Pio IX

La successione apostolica è:
- Patriarca Giuseppe Valerga (1847)
- Cardinale Innocenzo Ferrieri (1847)
- Vescovo Fermín Sánchez Artesoro, O.F.M.Cap. (1849)
- Cardinale Luigi Vannicelli Casoni (1850)
- Cardinale Matteo Eustachio Gonella (1850)
- Arcivescovo Armand-François-Marie de Charbonnel, O.F.M.Cap. (1850)
- Arcivescovo Vincenzo Spaccapietra, C.M. (1852)
- Vescovo Francesco Paolo Lettieri (1855)
- Patriarca Alberto Barbolani di Montauto (1856)
- Cardinale Salvatore Nobili Vitelleschi (1856)
- Arcivescovo Vincenzo Massoni (1856)
- Cardinale Alessandro Franchi (1856)
- Cardinale Flavio Chigi (1856)
- Vescovo Elia Antonio Alberini, O.C.D. (1856)
- Vescovo Philippe François Zéphirin Guillemin, M.E.P. (1857)
- Vescovo William Hugh Joseph Clifford (1857)
- Arcivescovo Gioacchino Limberti (1857)
- Vescovo Giuseppe Targioni (1857)
- Vescovo Luigi Maria Paoletti (1857)
- Vescovo Gioacchino Antonelli (1857)
- Cardinale Gustav Adolf von Hohenlohe-Schillingsfürst (1857)
- Vescovo Sebastião Dias Laranjeira (1860)
- Arcivescovo Josif Sokolski (1861)
- Cardinale Filippo Maria Guidi, O.P. (1864)
- Cardinale Pier Francesco Meglia (1864)
- Cardinale Gaspard Mermillod (1864)
- Arcivescovo John Menzies Strain (1864)
- Cardinale Charles-Philippe Place (1866)
- Arcivescovo José María Ignacio Montes de Oca y Obregón (1871)
- Cardinale Luigi Maria Bilio, B. (1874)
- Cardinale Raffaele Monaco La Valletta (1874)
- Cardinale Alessandro Sanminiatelli Zabarella (1874)

## La causa di beatificazione

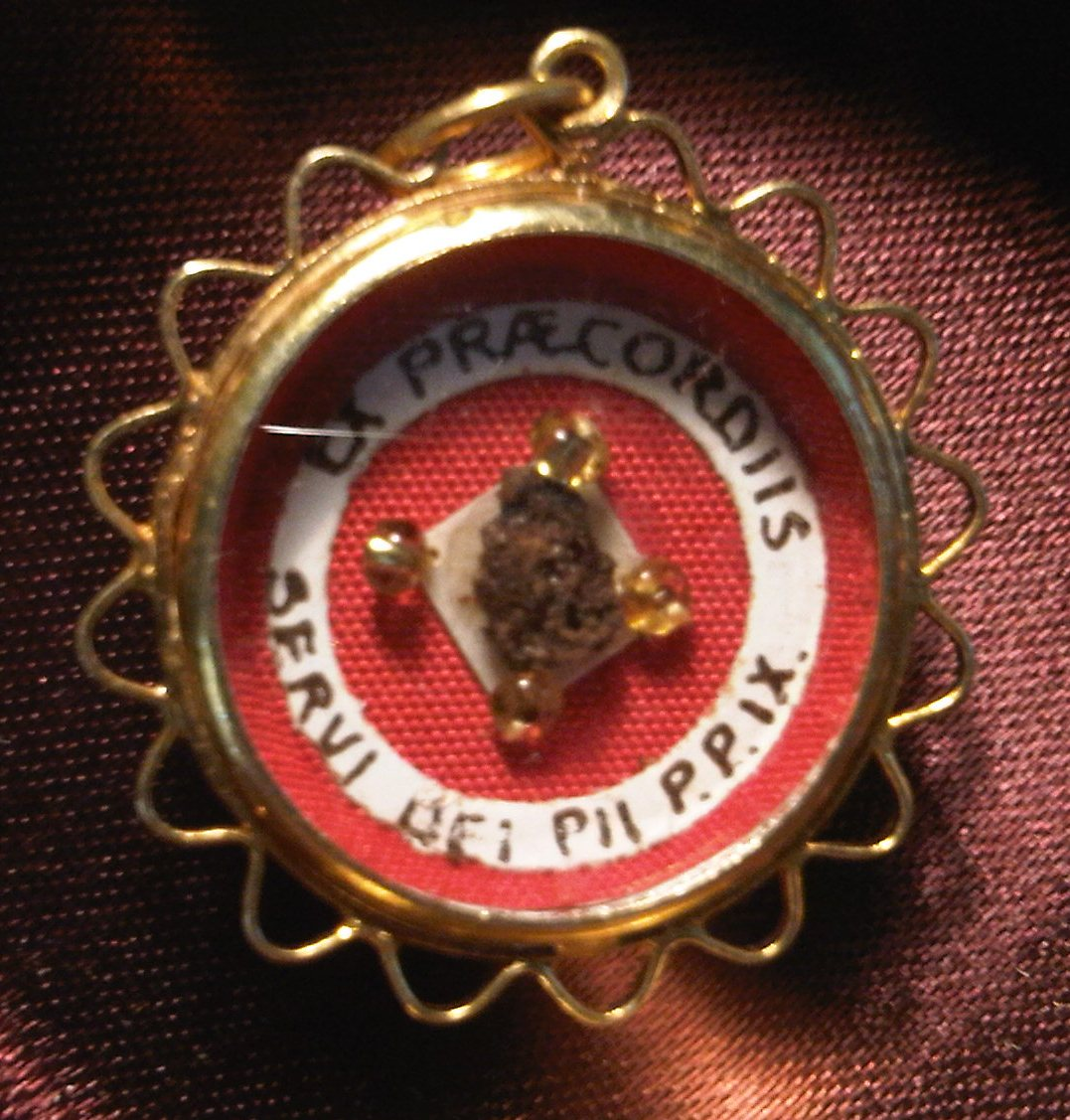
Reliquia dei resti mortali di Pio IX.

L'8 febbraio 1878, ad appena 24 ore dalla morte del Papa, il Terz'Ordine francescano di Vienna espresse l'augurio, al di fuori dell'ufficialità, che «il Padre di tutta la cristianità potesse esser beatificato senz'alcun indugio».
Fu Pio X (1903-1914) il primo pontefice a promuovere le inchieste preliminari sulla sua fama di santità, nel 1904.
Formalmente, la causa di beatificazione ebbe inizio solo l'11 febbraio 1907. Il processo fu condotto nell'arco di quindici anni, dal 1907 al 1922, interrogando i testimoni a Senigallia, a Spoleto, a Imola e, infine, a Roma, Napoli e Gaeta. Si raccolsero in tutto 243 testimonianze; l'enorme materiale raccolto confluì quindi in una ponderosa miscellanea di ben 12 grossissimi volumi, e nel 1952 se ne estrasse il Summarium di 1.159 pagine che, esaminate in ogni loro particolare, portarono il 7 dicembre 1954 al decreto per l'introduzione della causa, cioè per la fase apostolica del processo.
Trascorsi almeno tre decenni, il 28 giugno 1956 fu effettuata la prima ricognizione canonica delle spoglie mortali di papa Pio IX, che tuttavia non fu la prima esumazione (la sepoltura era stata già aperta almeno due volte, nel 1883 e negli anni 1930): la salma fu trovata annerita e mummificata, ma complessivamente in buono stato di conservazione e ancora rivestita dei preziosi paramenti usati per il "bacio del piede" e le esequie. Il corpo venne esposto in una teca pubblicamente visibile nella basilica di San Lorenzo; la relazione dell'evento fu redatta da monsignor Carlo Liberati. La salma fu poi ricomposta in un nuovo feretro, rivestita con un abito corale donato dal regnante Pio XII e ritumulata.
Dopo che quattro cardinali (Pietro Parente, Sergio Guerri, Umberto Mozzoni e Pietro Palazzini) il 6 novembre 1973 inoltrarono una supplica a papa Paolo VI perché disponesse la ripresa della causa, si conobbero le 13 obiezioni emerse durante le sedute preparatorie. La postulazione nominò allora un nuovo patrono che, il 7 ottobre 1984, presentò una risposta a ognuna delle 13 obiezioni, che fu giudicata, dalla commissione per la causa di beatificazione, esauriente e ineccepibile, anche sul piano metodologico, e il 6 luglio 1985 Pio IX fu nominato venerabile.
Venne proclamato beato il 3 settembre 2000 da papa Giovanni Paolo II dopo che la Chiesa cattolica riconobbe l'autenticità del miracolo ottenuto a suor Marie-Thérèse de St-Paul a seguito dell'intercessione di Pio IX. La suora di 37 anni soffriva di una sintomatologia dolorosa durata 11 anni a causa della frattura di una rotula con notevole diastasi dei frammenti ab initio con pseudoartrosi. La consulta medica nominata dalla Congregazione delle cause dei santi, che era stata nominata per verificare la compatibilità dell'evento con l'attestazione miracolistica, dichiarò in merito alle "modalità di guarigione": «Scomparsa dei dolori e miglioramento della funzionalità dell'arto verificatisi improvvisamente dopo circa undici anni di persistenza della sintomatologia dolorifico-funzionale. Guarigione rapida, completa e duratura, non spiegabile secondo le attuali conoscenze mediche». Per l'occasione la salma fu ulteriormente riesumata e, dopo essere stata sottoposta a interventi conservativi (la ricognizione del 1956 ne aveva infatti peggiorato le condizioni) e a una completa rivestizione (gli abiti corali furono trovati lisi e coi ricami metallici completamente ossidati), venne collocata in un'urnea vitrea per l'ostensione permanente.

## Aspetti controversi

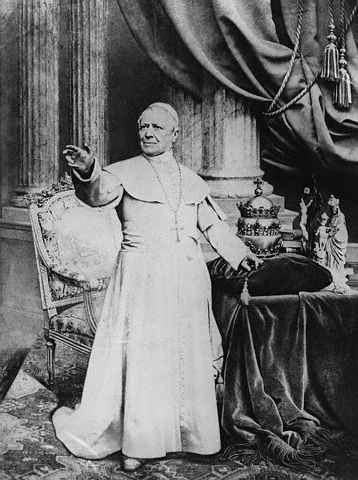
Ritratto fotografico di papa Pio IX con la tiara papale

Gli storici avversi a Pio IX lo hanno accusato di machiavellismo, ambiguità e cinismo; rimangono oggettive le seguenti vicende:
- Durante il pontificato di Pio IX vennero eseguite numerose condanne a morte di patrioti e rivoluzionari che si opponevano al potere temporale della Chiesa. Tra i casi più noti, quello di Girolamo Simoncelli, esponente di rilievo della Repubblica romana, e di Giuseppe Monti e Gaetano Tognetti, autori, questi ultimi, di un attentato a Roma nel quale perirono 31 persone[63]. In generale, è criticata la macabra ritualità con cui eseguiva le sentenze capitali il boia di Roma, Mastro Titta, al secolo Giovan Battista Bugatti, che concluse il suo mandato sotto Pio IX.
- Il caso Edgardo Mortara. Figlio di Momolo Mortara e Marianna Padovani Mortara, ebrei, viveva con i genitori e i fratelli a Bologna. All'insaputa dei genitori, quando aveva pochi mesi di vita ed era gravemente malato, fu battezzato dalla domestica cattolica. La legge dello Stato Pontificio proibiva che un bambino cattolico fosse cresciuto da ebrei, così quando si venne a sapere che Edgardo era stato battezzato di nascosto, il Sant'Uffizio lo prelevò a forza dalla casa dei genitori e lo portò a Roma. Qui Edgardo, che aveva sei anni, visse nella Casa dei Catecumeni, dove fu cresciuto ed educato nella dottrina cattolica. Il caso destò riprovazione e scandalo sulla stampa e fra l'opinione pubblica internazionale; in un mondo che si affacciava alla modernità e al raggiungimento dei diritti civili per le minoranze religiose, il caso Mortara apparve l'emblema di un potere ecclesiastico autoritario e ormai non al passo coi tempi. Le visite con la famiglia di origine furono sporadiche e mai concesse in privato. Tuttavia lo stesso Mortara fu sempre grato al pontefice e divenne sacerdote assumendo il nome di Pio Maria, proprio in onore di Pio IX[64] Nel 1860, dopo il passaggio di Bologna dallo Stato Pontificio al Regno d'Italia, l'Inquisitore bolognese, il padre domenicano Feletti, venne arrestato con l'accusa di rapimento: dopo alcuni mesi fu prosciolto dall'accusa, in quanto aveva agito in accordo con le leggi vigenti al momento del fatto, e rimesso in libertà[65].
- Nel 1852 le autorità austriache, al fine di poter eseguire la condanna a morte, richiesero la riduzione allo stato laicale di don Enrico Tazzoli che fu negata dal vescovo di Mantova. Sconfessando la decisione del proprio vescovo, Pio IX ordinò la riduzione del sacerdote, così permettendone l'impiccagione e sollevando il disprezzo dei patrioti italiani[N 15].
- Le stragi di Perugia del 20 giugno 1859, in cui le truppe papali repressero nel sangue i moti nazionali risorgimentali umbri con l'ordine, firmato dal commissario sostituto del ministro alle armi, Cavalier Mazio, di «decapitare i rivoltati che si trovassero nelle case»[66].
- Il Concilio Vaticano I, che come principale risultato enunciò il principio dell'infallibilità del Papa. Il dogma a quel tempo fu contestato sia in ambienti laici sia religiosi (diede anche luogo a uno scisma) e riceve ancora oggi le critiche di teologi come Hans Küng.
- Nel 1874 istituì il non expedit, locuzione latina con la quale si esprimeva l'invito ai cattolici di disertare le elezioni politiche del Regno d'Italia: non expedit significa appunto "non conviene". Tale mossa fu concepita allo scopo di delegittimare gli uomini al potere nella neo-nata Italia liberale[67].
- Il caso della canonizzazione dell'inquisitore spagnolo Pietro d'Arbués, noto per la persecuzione contro gli ebrei conversos[68]. L'uomo era stato ucciso nella cattedrale di Saragozza. Le autorità attribuirono il suo assassinio agli stessi conversos. La Chiesa cattolica lo considera martire.

## Onorificenze
Il papa è sovrano degli ordini pontifici della Santa Sede mentre il Gran magistero delle singole onorificenze può essere mantenuto direttamente dal pontefice o concesso a una persona di fiducia, solitamente un cardinale.

## Intitolazioni
A Pio IX è stato intitolato un comune dello Stato brasiliano di Piauí: Pio IX.

## Ascendenza
|                                              |   |                                | Genitori                                                   |  |  | Nonni |  |  | Bisnonni                             |  |  | Trisnonni                |  |
|                                              |   |                                |                                                            |  |  |       |  |  | conte Giovanni Maria Mastai-Ferretti |  |  | Gerolamo Mastai-Ferretti |  |
|                                              |   |                                |                                                            |  |  |       |  |  | conte Giovanni Maria Mastai-Ferretti |  |  | Gerolamo Mastai-Ferretti |  |
|                                              |   | Felicita Maria Rossi           |                                                            |  |  |       |  |  | conte Giovanni Maria Mastai-Ferretti |  |  |                          |  |
| conte Ercole Mastai-Ferretti                 |   |                                |                                                            |  |  |       |  |  | conte Giovanni Maria Mastai-Ferretti |  |  |                          |  |
|                                              |   | Maria Isabella Ercolani        | Ercole Maria Ercolani, marchese di Fornovo e Rocca Lanzona |  |  |       |  |  |                                      |  |  |                          |  |
|                                              |   | Maria Isabella Ercolani        | Ercole Maria Ercolani, marchese di Fornovo e Rocca Lanzona |  |  |       |  |  |                                      |  |  |                          |  |
|                                              |   | Maria Isabella Ercolani        | Bianca Vincenti, nobile anconitana                         |  |  |       |  |  |                                      |  |  |                          |  |
| conte Gerolamo Mastai-Ferretti               |   | Maria Isabella Ercolani        |                                                            |  |  |       |  |  |                                      |  |  |                          |  |
|                                              |   | marchese N. Guglielmi Belleani | marchese N. Guglielmi Belleani                             |  |  |       |  |  |                                      |  |  |                          |  |
|                                              |   | marchese N. Guglielmi Belleani | marchese N. Guglielmi Belleani                             |  |  |       |  |  |                                      |  |  |                          |  |
|                                              |   | marchese N. Guglielmi Belleani | …                                                          |  |  |       |  |  |                                      |  |  |                          |  |
| Caterina Guglielmi Ballerani                 |   | marchese N. Guglielmi Belleani |                                                            |  |  |       |  |  |                                      |  |  |                          |  |
|                                              |   | …                              | …                                                          |  |  |       |  |  |                                      |  |  |                          |  |
|                                              |   | …                              | …                                                          |  |  |       |  |  |                                      |  |  |                          |  |
|                                              |   | …                              | …                                                          |  |  |       |  |  |                                      |  |  |                          |  |
| Papa Pio IX (Giovanni Maria Mastai-Ferretti) |   | …                              |                                                            |  |  |       |  |  |                                      |  |  |                          |  |
|                                              | … | …                              |                                                            |  |  |       |  |  |                                      |  |  |                          |  |
|                                              | … | …                              |                                                            |  |  |       |  |  |                                      |  |  |                          |  |
|                                              | … | …                              |                                                            |  |  |       |  |  |                                      |  |  |                          |  |
| …                                            | … |                                |                                                            |  |  |       |  |  |                                      |  |  |                          |  |
|                                              |   | …                              | …                                                          |  |  |       |  |  |                                      |  |  |                          |  |
|                                              |   | …                              | …                                                          |  |  |       |  |  |                                      |  |  |                          |  |
|                                              |   | …                              | …                                                          |  |  |       |  |  |                                      |  |  |                          |  |
| Caterina Antonia Maddalena Solazzi           |   | …                              |                                                            |  |  |       |  |  |                                      |  |  |                          |  |
|                                              |   | …                              | …                                                          |  |  |       |  |  |                                      |  |  |                          |  |
|                                              |   | …                              | …                                                          |  |  |       |  |  |                                      |  |  |                          |  |
|                                              |   | …                              | …                                                          |  |  |       |  |  |                                      |  |  |                          |  |
| …                                            |   | …                              |                                                            |  |  |       |  |  |                                      |  |  |                          |  |
|                                              |   | …                              | …                                                          |  |  |       |  |  |                                      |  |  |                          |  |
|                                              |   | …                              | …                                                          |  |  |       |  |  |                                      |  |  |                          |  |
|                                              |   | …                              | …                                                          |  |  |       |  |  |                                      |  |  |                          |  |
|                                              |   | …                              |                                                            |  |  |       |  |  |                                      |  |  |                          |  |

### Esplicative
1. ↑  Sarà infatti Pio IX a cambiare la composizione del collegio rendendolo un organismo “universale”.
2. ↑  Organismo consultivo con competenze su materie economiche, amministrative e militari. Terminò le sue funzioni con la promulgazione dello Statuto e la successiva apertura delle due Camere (maggio 1848).
3. ↑  Per la precisione il Papa semplificò le procedure censorie affidandole a uomini più tolleranti, contro cui ora si poteva far ricorso, e ridusse i poteri del Sant'Uffizio. Si veda Murialdi 2000, p. 45.
4. ↑  «Nell'ottobre del 1847 infatti, Pio IX con un motu proprio riformò l'Amministrazione comunale creando un Consiglio deliberante formato da cento consiglieri e da una Magistratura esecutiva, composta da un Senatore e da otto Conservatori. Vennero demandate al nascente Comune molte competenze fino ad allora esercitate a livello centrale. In particolare nei settori dei pubblici spettacoli, dell'annona, del commercio e dell'industria (controllo su fiere, mercati, campi; patenti; pesi e misure), della polizia e dell'organizzazione sanitaria, del controllo dell'edilizia, della manutenzione degli acquedotti e delle strade, dei servizi cimiteriali, di illuminazione e nettezza urbana, stato civile e statistica.»  Sito del comune di Roma.
5. ↑  Corpo paragonabile all'odierna Polizia municipale, con la differenza che era composto da volontari.
6. ↑  I primi moti si verificarono in Sicilia in gennaio, poi in febbraio a Parigi. Dalla capitale francese la rivoluzione si diffuse su tutto il continente.
7. ↑  Oggi si è propensi a ritenere che tale atto non sia da vedersi esclusivamente come una forzatura, ma piuttosto un progetto che Pio IX aveva analizzato e al quale teneva particolarmente nella prima fase del suo pontificato.
8. ↑  Il pontefice a sua volta ospiterà la famiglia reale napoletana e la loro corte a Roma dopo l'assedio di Gaeta del 1860.
9. ↑  Progettata nel 1856 come tratto della linea Bologna-Ancona, entrò in servizio quando i territori interessati erano entrati a far parte del Regno d'Italia, così come la Bologna-Forlì, che fu aperta il 1º settembre 1861.
10. ↑  La tratta Ceprano-Napoli fu realizzata sotto il Regno d'Italia.
11. ↑  Il pontefice cercò anche di richiamare lo zar a più miti rapporti con il cattolicesimo e con il popolo polacco.
12. ↑  Il successivo Papa a visitare quelle terre fu Giovanni Paolo II, che, in un celebre discorso a Forlì, riconobbe: «Bisogna risalire a 129 anni fa per ritrovare la visita di un altro Papa in Romagna e nella città di Forlì, e precisamente a Pio IX, l'ultimo Pontefice dello Stato Pontificio. Da allora la situazione politica è profondamente mutata, ed è stata come tale ufficialmente riconosciuta dalla Chiesa. Oggi io vengo a voi, come sono andato in altre parti d'Italia e del mondo, in pellegrinaggio pastorale, col solo fine cioè di portare avanti la missione eminentemente spirituale della Chiesa.»
13. ↑  L'uniforme degli zuavi pontifici non entusiasmò la curia, dove un cardinale ebbe a dire, considerando i calzoni a sbuffo, - "È proprio un'idea da francesi, vestire i soldati del papa da musulmani." - ma l'idea piacque a Pio IX.
14. ↑  Nella sua epistola Agli Orientali, del 1848, Pio IX sottolineò che essi si erano allontanati dal "santo Trono di Pietro", invitando coloro che "esercitano il Santo ministero" a rientrare nel "recinto del Signore". La risposta dei Patriarchi "ortodossi" non si farà attendere e nello stesso anno, i Patriarchi di Costantinopoli, Alessandria e Gerusalemme unitamente ai loro sinodi, invieranno un'enciclica al Papa di Roma dove condanneranno alcune dottrine e usanze della Chiesa Cattolica come "eresie" e coloro che le sostengono come "eretici" ricordando che, secondo loro, la Chiesa romana avrebbe abbandonato la conciliarità in favore della monarchia. Cfr. Patrick Barnes The Non-Orthodox - The Orthodox Teaching on the Cristhians Outside of the Church. Salisbury, Regina Orthodox Press, 1999, pag.18.
15. ↑  Giuseppe Garibaldi apostrofò il papa come "quel metro cubo di letame" (cfr. G. Garibaldi, Memorie, BUR) e lo descrisse come «la più nociva fra le creature, perché egli, più di nessun altro è un ostacolo al progresso umano, alla fratellanza fra gli uomini e popoli».

### Dalla rivistaPio IX
- Luigi Bogiolo, La spiritualità di Pio IX, in Pio IX, X, pp. 19–46
- Brunero Gherardini, Pio IX, episcopato e "Kulturkampf”, in Pio IX, Vl, pp. 22–59
- Pietro Palazzini, Beatificazioni e canonizzazioni del Pontificato di Pio IX, in Pio IX, V, pp. 159–181
- Pietro Palazzini, Spiritualità di Pio IX, Il Papa della Croce, in Pio IX, VI, pp. 3–21
- Postulazione Causa di Beatificazione di Pio IX, Rivista quadrimestrale: Pio IX dal 1971 al 1998
- Giuseppe Siri, Pio IX e l'ingresso della Chiesa nel mondo. in Pio IX, V111, pp. 6–18